# Albrecht Dürer
Albrecht Dürer (/ˈdjʊərər/; tiếng Đức: [ˈʔalbʁɛçt ˈdyːʁɐ]; 21 tháng 5 năm 1471 – 6 tháng 4 năm 1528) là một họa sĩ, một nhà đồ họa và một lý thuyết gia về nghệ thuật nổi tiếng ở châu Âu. Dürer là một nhà nghệ thuật lớn trong thời kỳ của Chủ nghĩa nhân văn và Phong trào Cải cách.

## Cuộc đời

### Tuổi thơ cho đến khi tự lập 1497

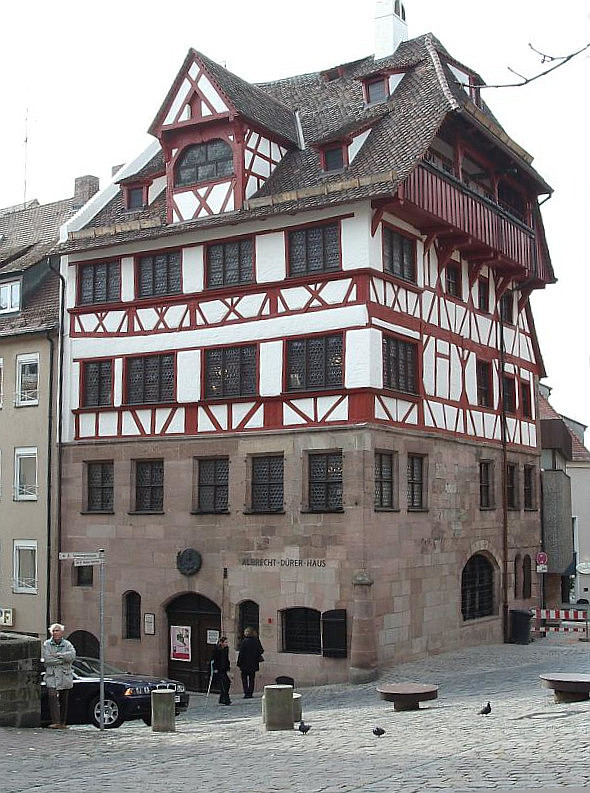
Ngôi nhà của Albrecht Dürer

Cha của Albrecht Dürer, cũng có tên là Albrecht, được gọi là Albercht Dürer der Ältere (Albrecht Dürer Già), đến Nürnberg từ Hungary vào năm 1455 và làm nghề thợ kim hoàn tại đây. Năm 1467 ông cưới Barbara Holper, con gái của người thợ cả của ông ở Nürnberg. Trong số 18 người con của cuộc hôn nhân này Albrecht Dürer là người con thứ ba được sinh vào ngày 21 tháng 5 năm 1471.
Ngay từ thời còn trẻ ông đã phải theo cha vào xưởng để học nghề thợ kim hoàn. Bức tự họa bán thân mà ông vẽ trên giấy da (parchment) vào năm 1484 và tranh Đức mẹ Maria với hai thiên thần vào năm 1485 là xuất phát từ thời gian này.
Từ cuối năm 1486 cho đến năm 1490 ông học và làm việc cho họa sĩ Michael Wolgemut tại Nürnberg. Theo nhiều dấu hiệu thì Dürer đã tham gia vào công việc phác thảo quyển "Sử biên niên thế giới Schedel" (phát hành năm 1493). Ngoài ra Dürer cũng đã học hỏi ở các nhà khắc kim loại thời bấy giờ (như Martin Schongauer).
Từ năm 1490 đến năm 1494 Dürer đi chu du qua vùng lưu vực sông Rhein. Hành trình của chuyến đi chu du đầu tiên trong 3 chuyến đi xa của ông không được biết chính xác. Có thể ông đã đến Hà Lan hay trung lưu sông Rhein trước khi ông về đến vùng Elsaß (tiếng Pháp: Alsace) vào năm 1492, ở nơi mà ông không kịp gặp gỡ Martin Schongauer đã qua đời vào ngày 2 tháng 2 năm 1491 tại Colmar. Sau đấy ông đi về Basel (Thụy Sĩ).
Năm 1494 ông cưới Agnes Frey, con gái của một gia đình khá giả ở Nürnberg. Trong thời gian sau đó cho đến 1500 ông đã sáng tác một loạt tranh phong cảnh vẽ màu nước nhỏ với các đề tài ở Nürnberg hay hình ảnh từ những chặn đường trong chuyến đi Venezia (Ý) bắt đầu vào tháng 10 năm 1494. Tháng 5 năm 1495 ông trở về lại Nürnberg.

### Từ 1497 đến 1505
Năm 1497 ông bắt đầu tự lập. Trong thời kỳ đầu tiên của cuộc Đời nghệ sĩ ông sáng tác chủ yếu là các bức họa chân dung: chân dung cha của ông (1497), bức chân dung tự họa (1498), chân dung thương gia Oswald Krell từ Lindau (Đức) (1499), chân dung tự họa (1500), chân dung của Friedrich Khôn ngoan (1494/1497).
Thế nhưng thời gian chính ông dành cho công việc khắc kim loại và vẽ đồ họa cho khắc gỗ. Đặc biệt là ông đã thử nghiệm khắc kim loại rất sớm. Bản khắc đầu tiên xác định được niên đại là vào năm 1497. Ngoài ra trong khoảng thời gian này (1498) còn có các tác phẩm: "Khải Huyền của Gioan" (tiếng Anh: Book of Revelation), là một bộ khắc gỗ gồm 16 bản và "Adam và Eva" (1502) là một tác phẩm khắc đồng.

### Chuyến đi Venezia

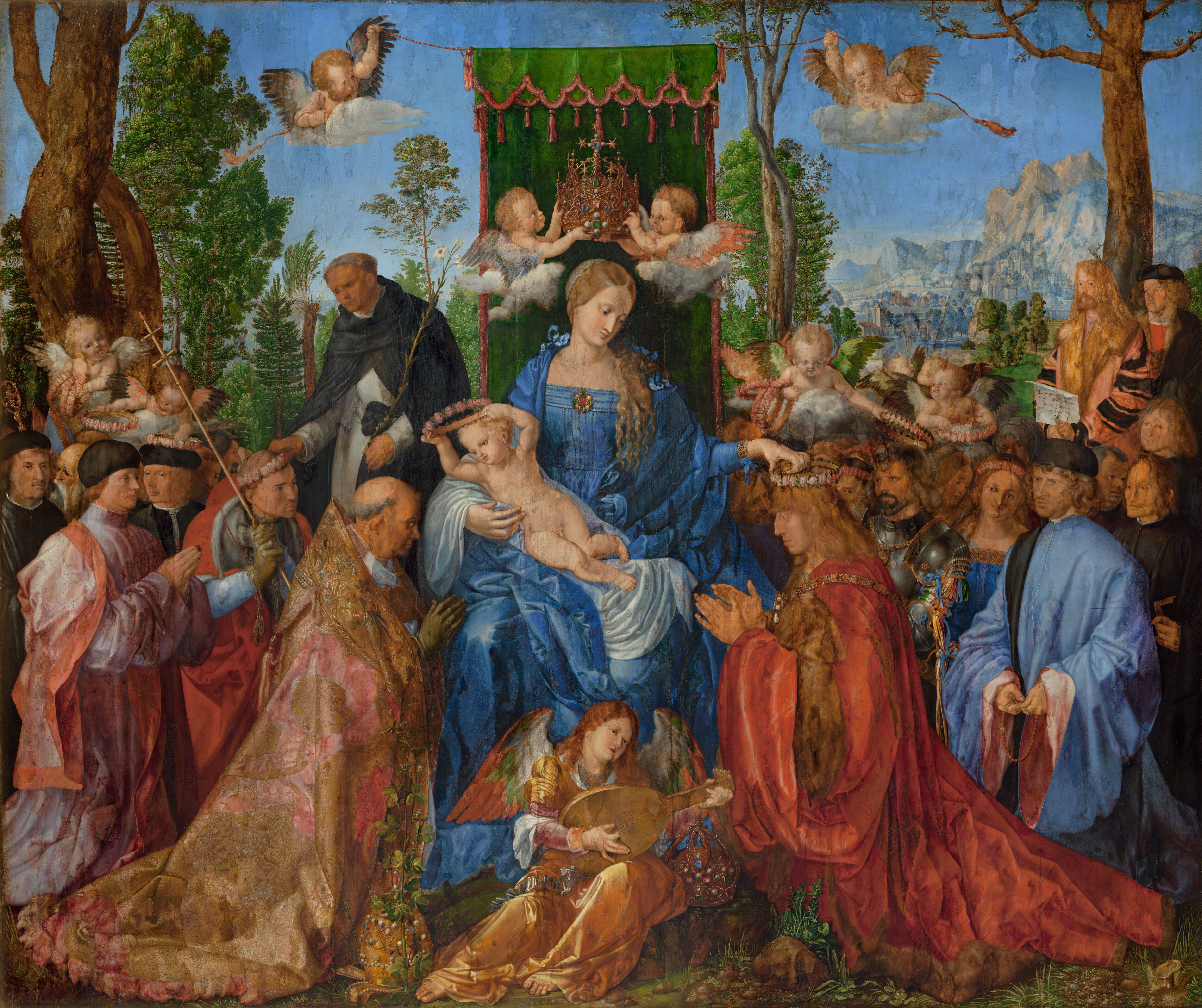
Lễ Mân Côi, 1506

Năm 1505 ông đến Venezia lần thứ hai, nơi của những nhà họa sĩ thời kỳ Phục hưng nổi tiếng của trường phái Venezia: Tizan, Giorgione và Palmavecchio. Nhưng người gây ấn tượng nhiều nhất cho ông là Giovanni Bellini, người mà trong một bức thư ông đã ca tụng là "họa sĩ giỏi nhất".
Các thương gia người Đức ở Venezia đã đặt ông vẽ cho Nhà thờ thánh Barttholomew một bức tranh lớn, "Lễ Mân Côi" (tiếng Anh: Feast of the Most Holy Rosary), bức tranh mà sau này Hoàng đế Rudolf II đã mua lại với một số tiền lớn và dùng 4 người để mang về Praha (Cộng hòa Séc). Mặc dù các tác phẩm được đánh giá cao và Hội đồng thành phố Venezia đã mời ông ở lại thành phố lâu dài với tiền lương hằng năm là 200 đồng Duca, Dürer quyết định trở về lại thành phố quê hương trong mùa thu năm 1506.

### Từ 1506 đến 1520

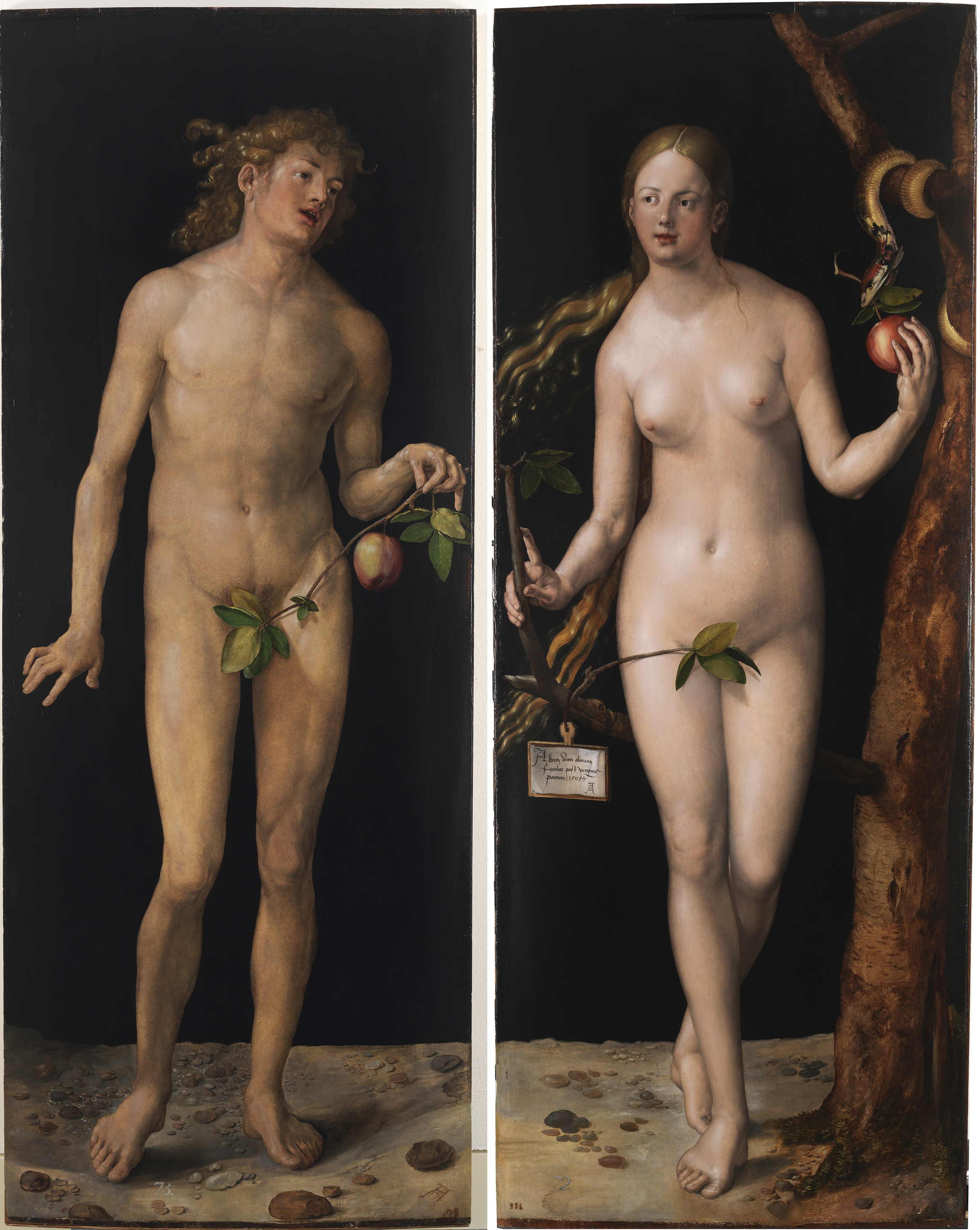
Adam và Eva, 1507

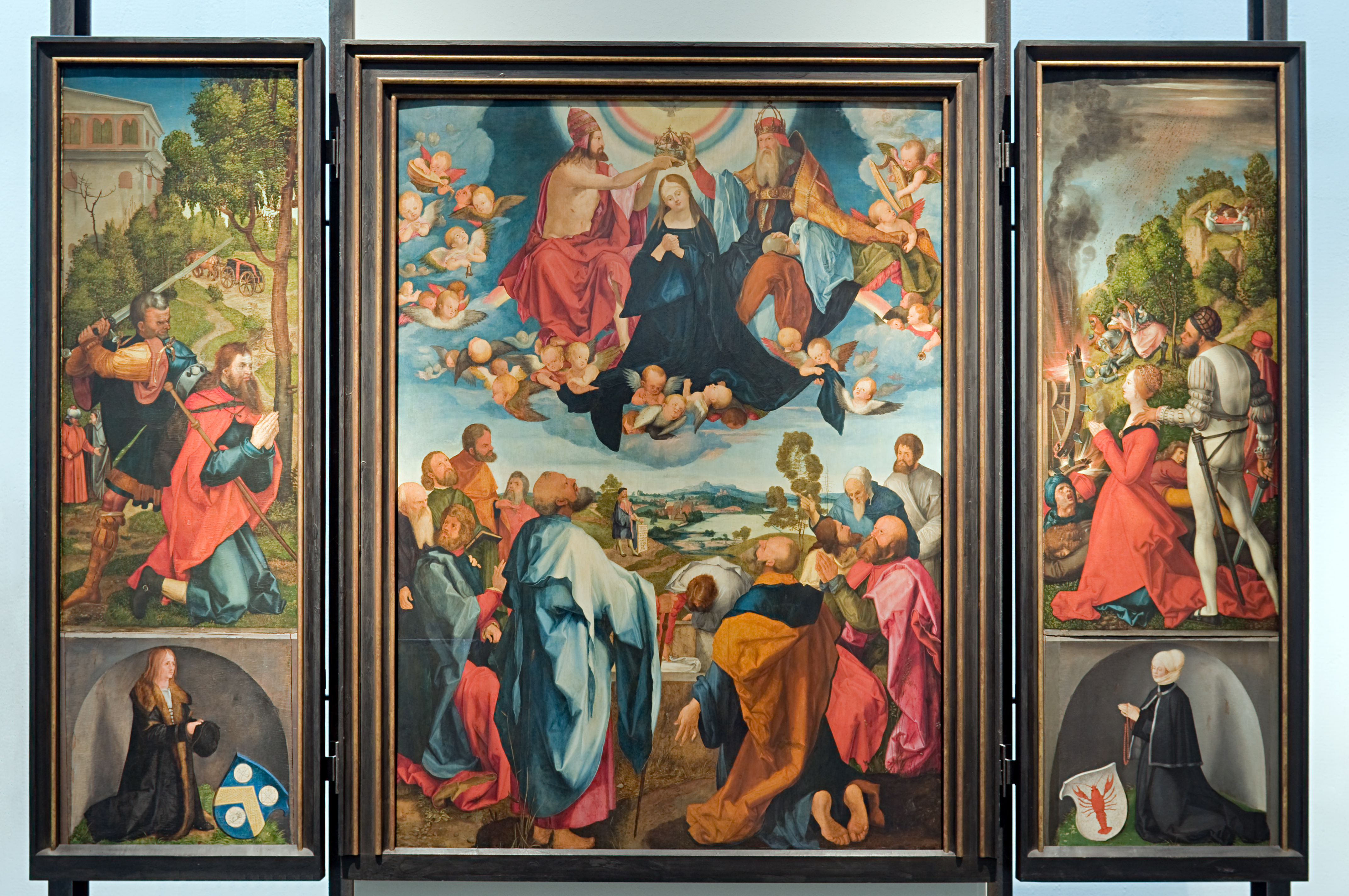
Thăng thiên và Đăng quang Maria, 1508/1509 Bức tranh giữa là bản sao

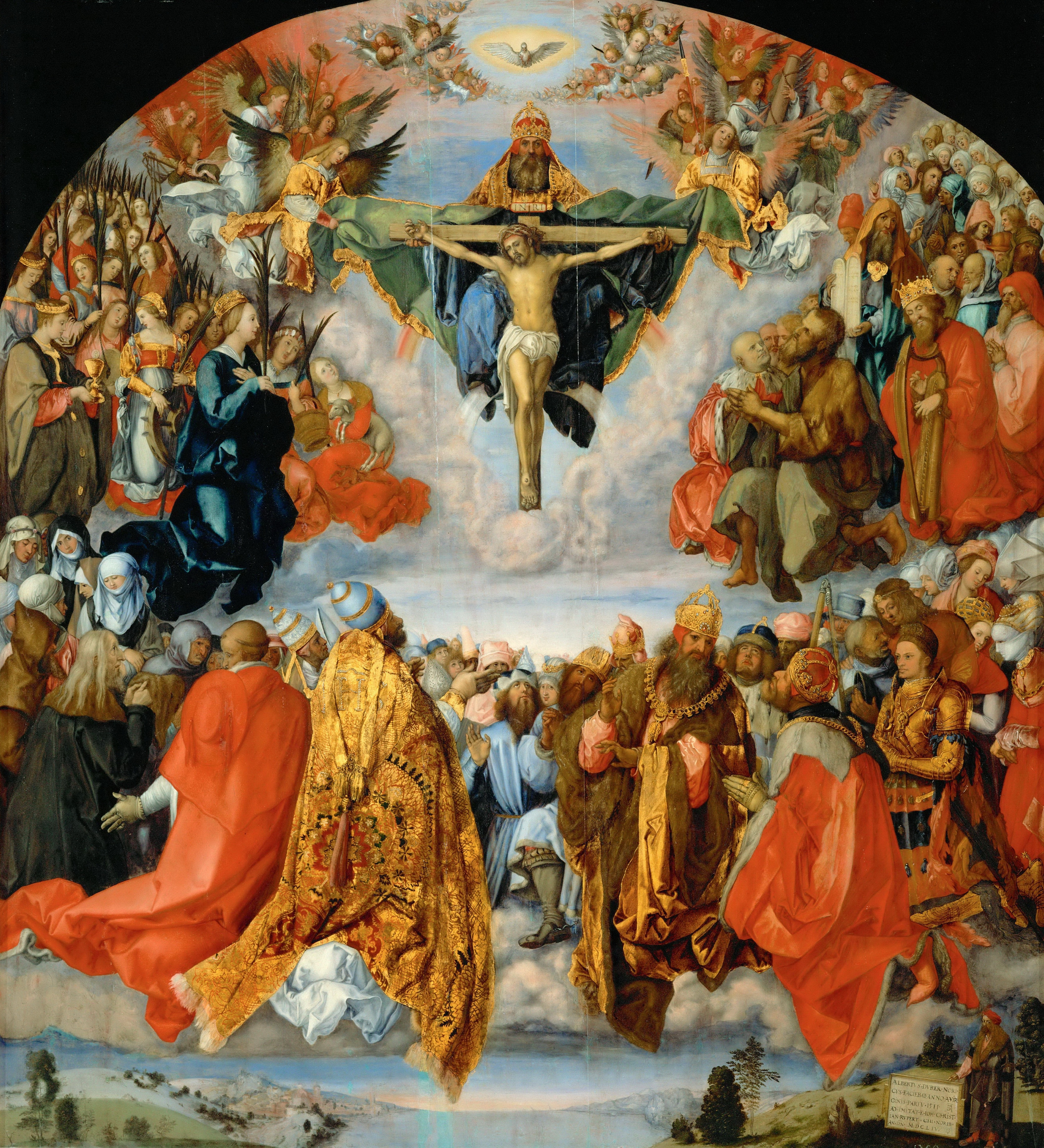
Tôn vinh Thiên Chúa Ba Ngôi của các thánh, 1509/1516

Trong số các tác phẩm đầu tiên của Dürer sau khi ông trở về từ Ý phải kể đến "Chân dung một người đàn ông trẻ" (1507) hiện lưu trữ trong Viện bảo tàng Lịch sử nghệ thuật (Kunsthistorische Museum) ở Viên (Áo). Cũng cùng trong năm này ông vẽ bức tranh khỏa thân "Adam và Eva". Trong hai năm 1507 và 1508 ông vẽ bức tranh do Tuyển hầu tước Friedrich Khôn ngoan đặt vẽ cho nhà thờ ở Wittenberg (Đức), hiện nay cũng trong Viện bảo tàng Lịch sử nghệ thuật tại Wien.
Sau đó Dürer bắt đầu tác phẩm nổi tiếng "Thăng thiên và Đăng quang Maria" mà nhà quý tộc Jakob Heller ở Frankfurt am Main (Đức) đã đặt ông vẽ cho Nhà thờ dòng Dominican (tiếng La tinh: Ordo Praedicatorum) tại Frankfurt am Main. Tác phẩm này đã mang lại cho nhà thờ một nguồn thu nhập lớn khi các người xem tranh phải chi tiền vào cửa. Sau khi Hoàng đế Rudolf II không mua lại được mặc dầu đã ngỏ ý muốn trả số tiền là 100.000 Gulden, bức tranh này được Công tước Maximilian I của Bayern mua lại với giá 1.000 Thaler vào năm 1613. Trong vụ cháy lớn ở lâu đài München vào năm 1673 bức tranh này đã bị hư hại một phần. Một bản sao của Paul Juvenel hiện đang ở trong lâu đài Saalhof thuộc Viện Bảo tàng Lịch sử tại Frankfurt am Main bên cạnh hai bức tranh cánh vẫn còn giữ được.
Trong khoảng thời gian 1509 đến 1516 (có thể là 1511) ông sáng tác bức họa nổi tiếng trên gỗ "Tôn vinh Thiên Chúa Ba Ngôi của các thánh", xuất phát là cho nhà nguyện ở Landau (Đức) nhưng sau đó (khoảng 1600) được Hội đồng Nürnberg tặng cho Hoàng đế Rudolf II. Ở phía dưới của bức tranh Dürer đã tự vẽ mình là một nhân vật nhỏ cầm một tấm bảng mang dòng chữ tiếng La tinh. Hiện nay bức tranh này được trưng bày trong Viện bảo tàng Lịch sử nghệ thuật ở Wien.
Cũng trong khoảng thời gian này, ngoài nhiều tác phẩm khắc gỗ và khắc kim loại nhỏ, Dürer đã sáng tác ba loạt tranh khắc gỗ thuộc vào trong số những tác phẩm nổi tiếng nhất của ông:
- "Nỗi khổ hình của Giê-xu nhỏ" (1509 và 1510), nguyên thủy gồm 37 bản khắc gỗ
- "Nỗi khổ hình của Giê-xu lớn" (1510) bao gồm 11 bản vẽ về cuộc đời của Chúa cứu thế và một tranh bìa, diễn đạt và khổ của bản khác với loại nhỏ.
- "Cuộc đời của Maria" (1510 và 1511) bao gồm 20 bản.

Bắt đầu từ thời gian này các tác phẩm của Dürer chủ yếu là khắc gỗ và khắc kim loại, rất ít tranh vẽ. Các bản khắc kim loại nổi tiếng của ông cũng đều là từ khoảng thời gian này: "Hiệp sĩ, Thần chết và Quỷ dữ", "Thánh Jerome" (1514) và "Melencolia I" (1514).
Dürer đã nhiều lần vẽ theo yêu cầu của Hoàng đế Maximilian I. Chậm nhất là từ khoảng thời gian 1510/1511 đã có những mối quan hệ mà có thể là do Willibald Pirckheimer môi giới. Tất cả các tác phẩm này ít nhất cũng là gián tiếp tôn vinh danh dự và vinh quang Hoàng đế.
Đây cũng là thời gian mà ông tiếp xúc với các tác phẩm của Martin Luther, "người đã giúp đỡ tôi rất nhiều".

### Chuyến đi Hà Lan (1520-1521)
Ngày 12 tháng 6 năm 1520 Dürer cùng vợ khởi hành qua Bamberg, Frankfurt, Köln đi đến Antwerpen và các thành phố Hà Lan khác, chuyến đi kéo dài cho đến mùa thu năm sau đó.
Ở mọi nơi ông đều được chào mừng nồng nhiệt. Hội đồng thành phố Antwerpen đã không thể mời ông cư ngụ lâu dài tại thành phố này với tiền lương hằng năm là 300 Gulden, tặng ông một căn nhà, sinh sống miễn phí và trả tiền cho tất cả các công việc làm cho chính quyền của ông. Hoàng đế Karl V vừa lên ngôi công nhận các đặc quyền ông được hưởng trước đó (đây thật ra là mục đích chính của chuyến đi này). Rất nhiều tác phẩm chân dung của các giáo sĩ, nhà quý tộc và nhà nghệ thuật là kết quả của chuyến đi Hà Lan. Ngày 2 tháng 7 năm 1521 ông bắt đầu trở về.

### Những năm sau đó
Hai trong số những tác phẩm quan trọng nhất của ông được sáng tác vào năm 1526: Hai sứ đồ Gioan và Phê-rô và Hai sứ đồ Mác-cô và Phao-lô. Cũng trong năm này ông vẽ bức tranh sơn dầu chân dung "Hieronymus Holzschuher" được coi là tác phẩm vẽ chân dung đẹp nhất của ông.

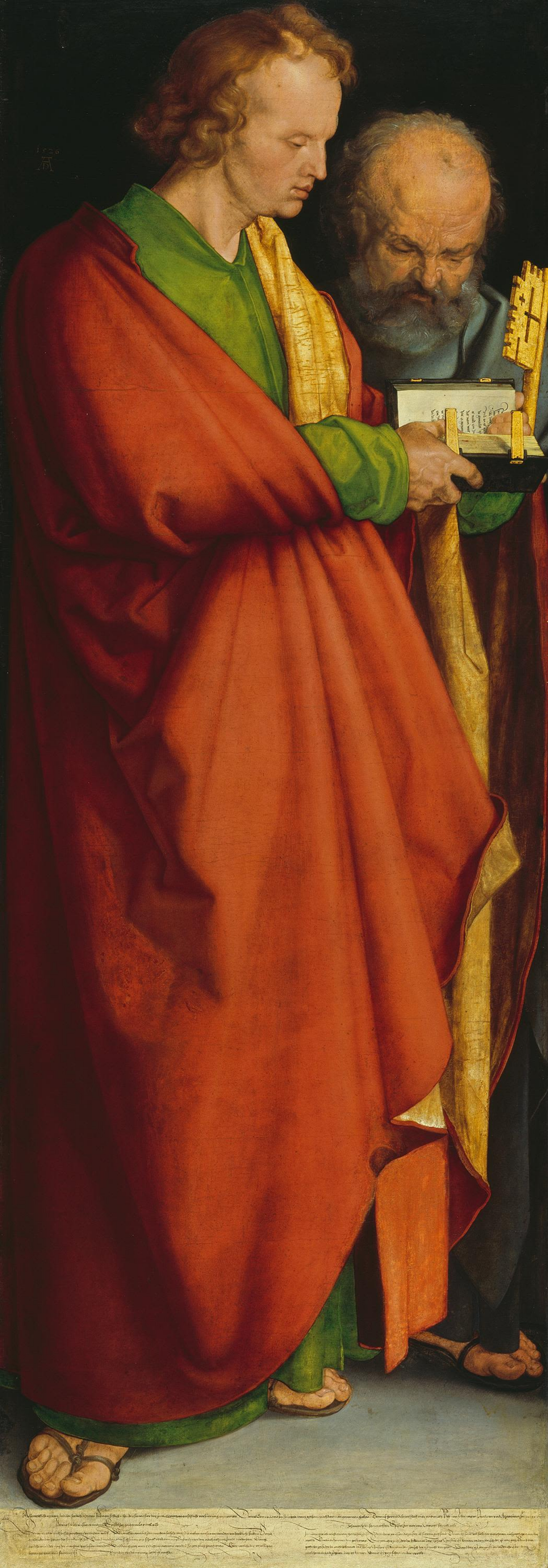
Gioan và Phê-rô, 1526
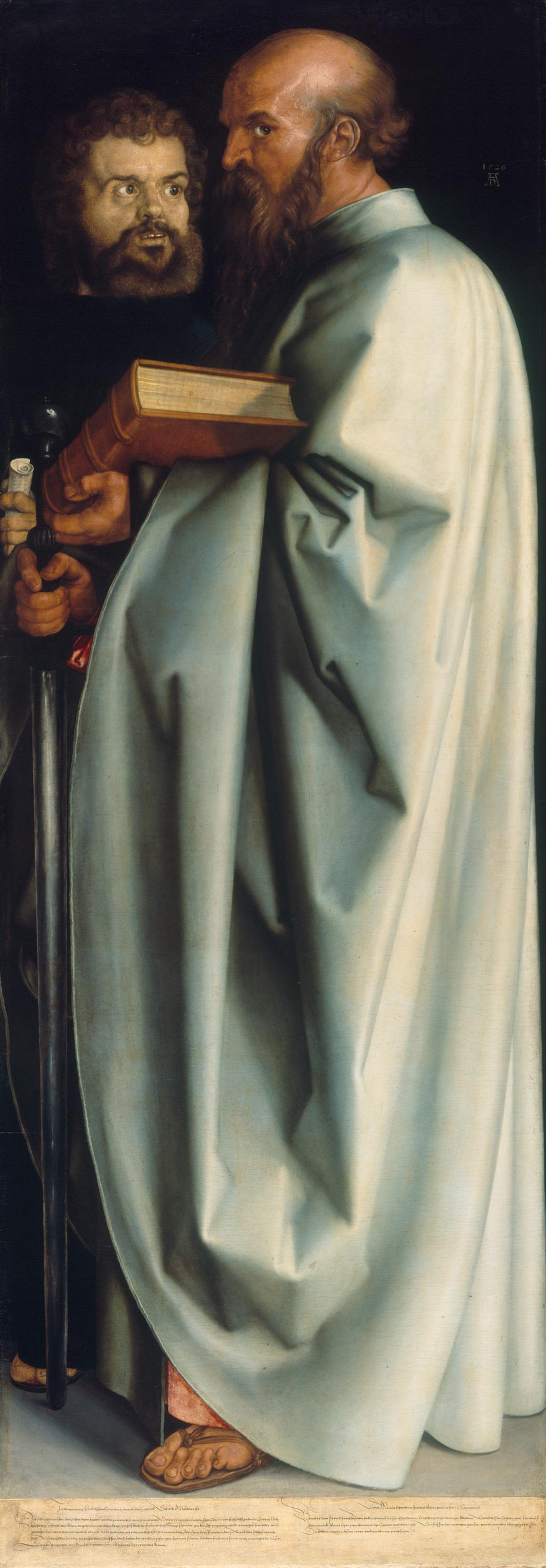
Mác-cô và Phao-lô, 1526
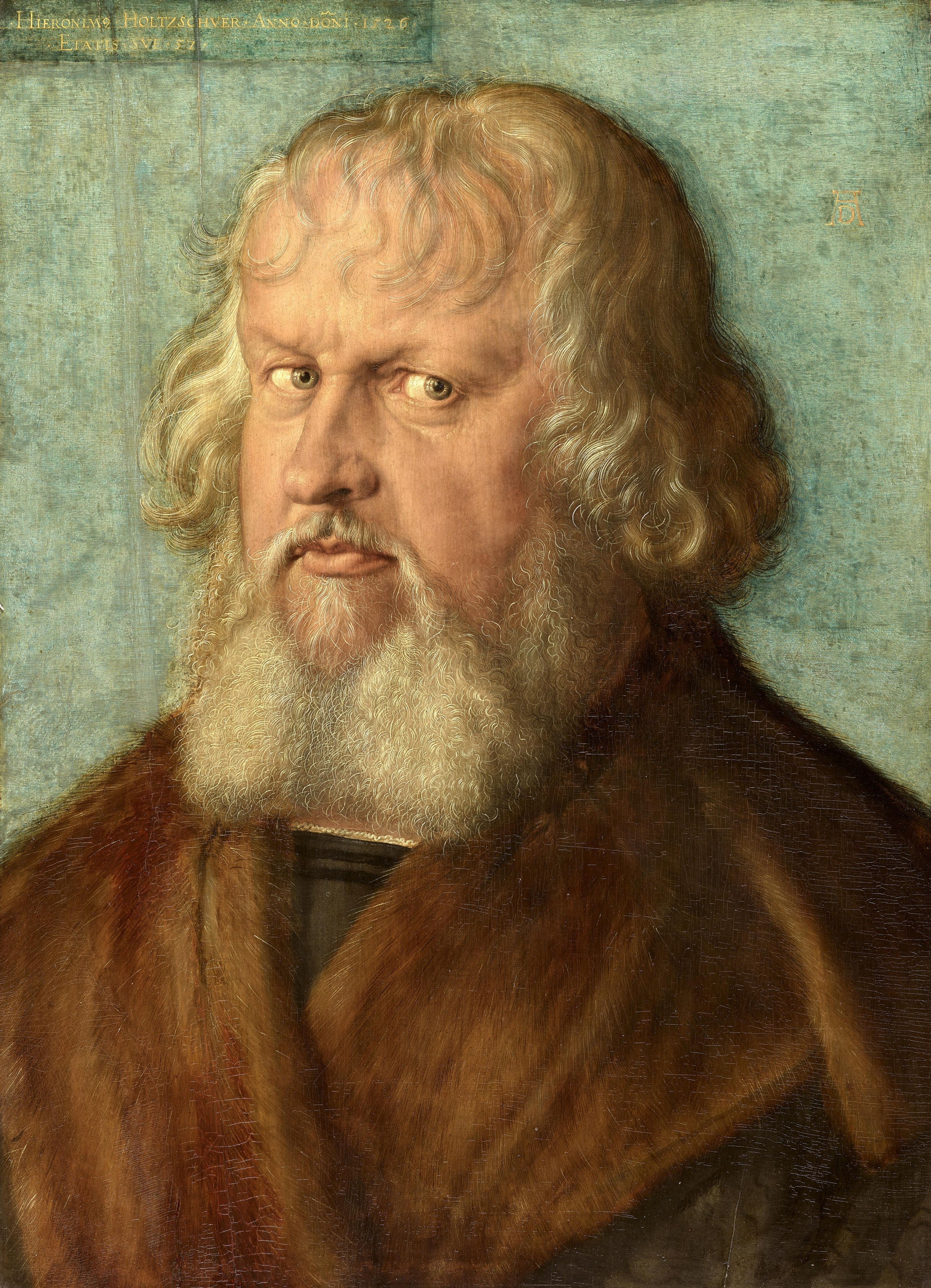
Hieronymus Holzschuher, 1526

Chịu đựng hậu quả của bệnh sốt rét từ chuyến đi Hà Lan, Dürer mất đột ngột vào ngày 6 tháng 4 năm 1528, ngay trước khi ông tròn 57 tuổi. Mộ phần của ông hiện nay nằm trong nghĩa trang Johannis tại Nürnberg, không xa mộ phần của người bạn ông là Willibald Pirchheimer.

## Các đóng góp trong lịch sử nghệ thuật

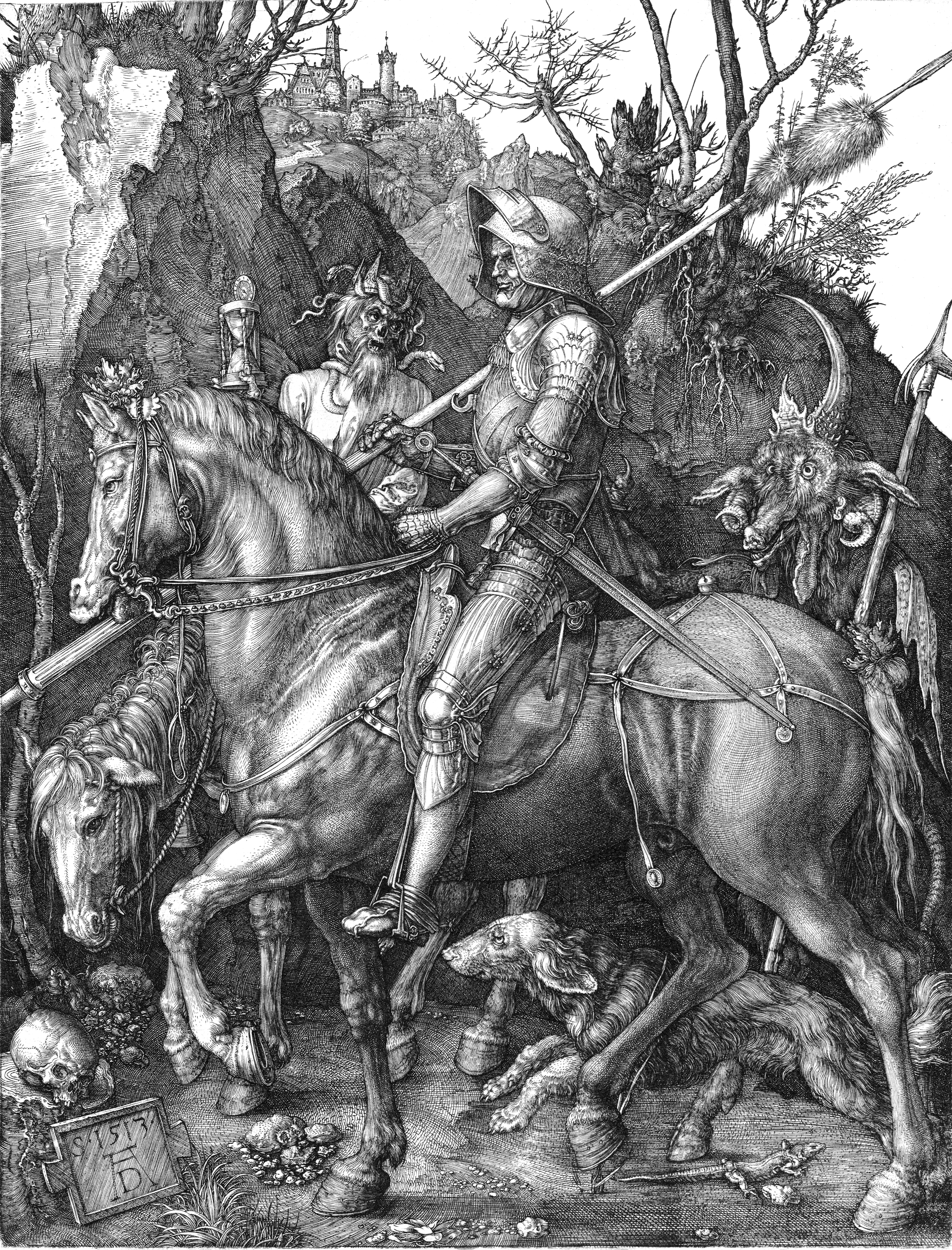
Hiệp sĩ, Thần chết và Quỷ dữ, 1513

Dürer đã có những đóng góp quan trọng trong việc phát triển khắc gỗ và khắc kim loại. Ông đã giải phóng kỹ thuật khắc gỗ ra khỏi "nhiệm vụ minh họa sách" và mang lại cho kỹ thuật này tầm cỡ của một tác phẩm nghệ thuật độc lập có thể đặt bên cạnh tranh vẽ. Dürer tạo được một thang tông màu rộng lớn giữa đen và trắng và vì thế đưa khắc gỗ đến gần khắc kim loại.
Cũng như cho khắc gỗ ông đã cách mạnh hóa và làm hoàn hảo kỹ thuật khắc kim loại. Ông nổi tiếng khắp châu Âu qua các tác phẩm như "Hiệp sĩ, Thần chết và Quỷ dữ" và "Melencolia I". Giống như Tizian, Michelangelo và Raffael, Dürer nhận ra được ý nghĩa của kỹ thuật đồ họa là dùng để truyền bá tiếng tăm nghệ thuật và thông qua việc bán các tác phẩm để có thu nhập. Dürer đã phát hành các tác phẩm của mình bằng nhà xuất bản riêng của ông và thông qua các nhà bán sách.
Bên cạnh sáng tác nghệ thuật Dürer cũng viết nhiều tác phẩm về lý thuyết trong nghệ thuật. Ngoài ra ông còn nghiên cứu về cách xây thành lũy. Bức tường thành Ulm (Đức) được xây dựng lại vào đầu thế kỷ 16 là theo bản vẽ của ông.

## Các tác phẩm

Paintings
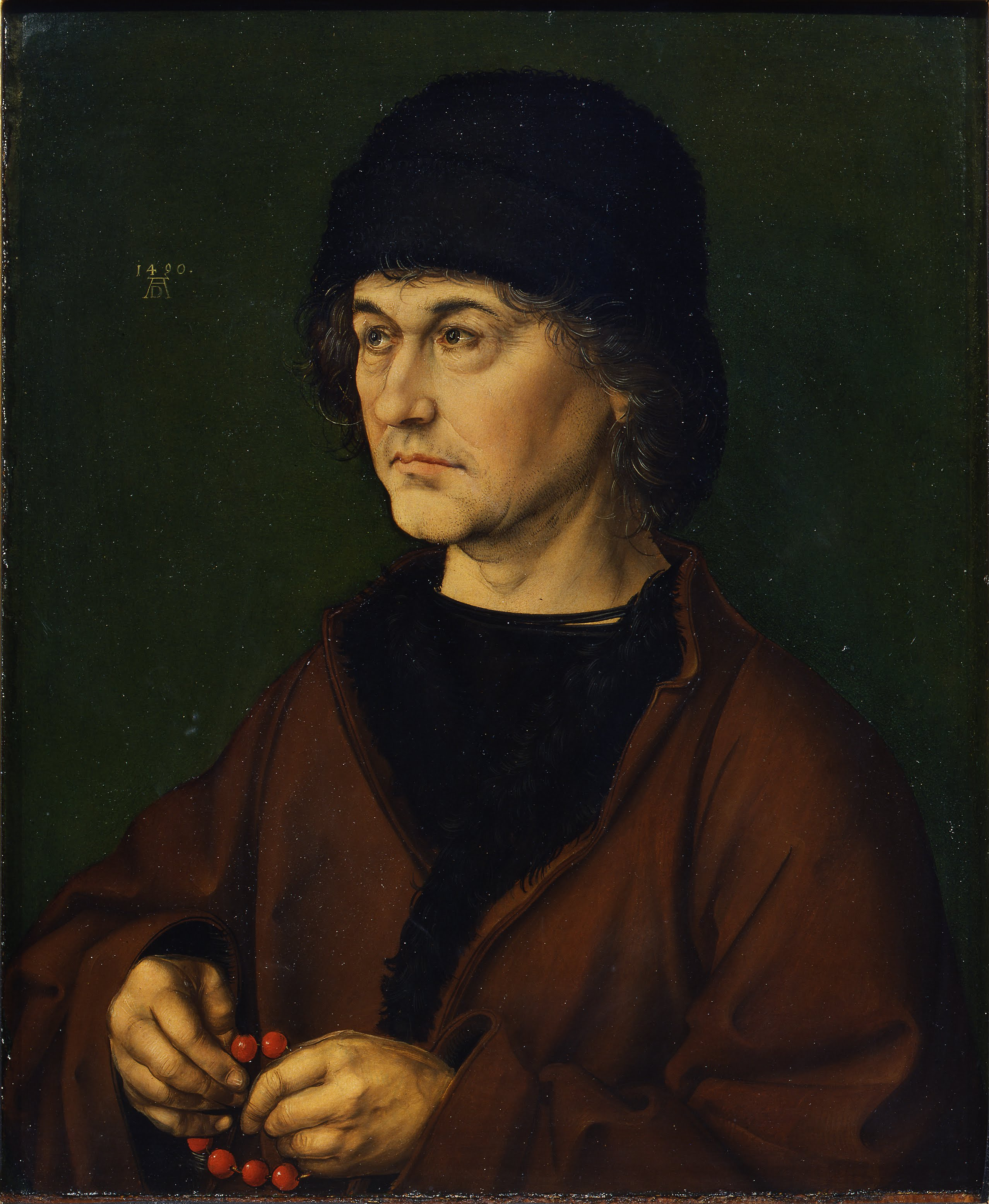
Albrecht Dürer the Elder with a Rosary, 1490, Galleria degli Uffizi, Florence
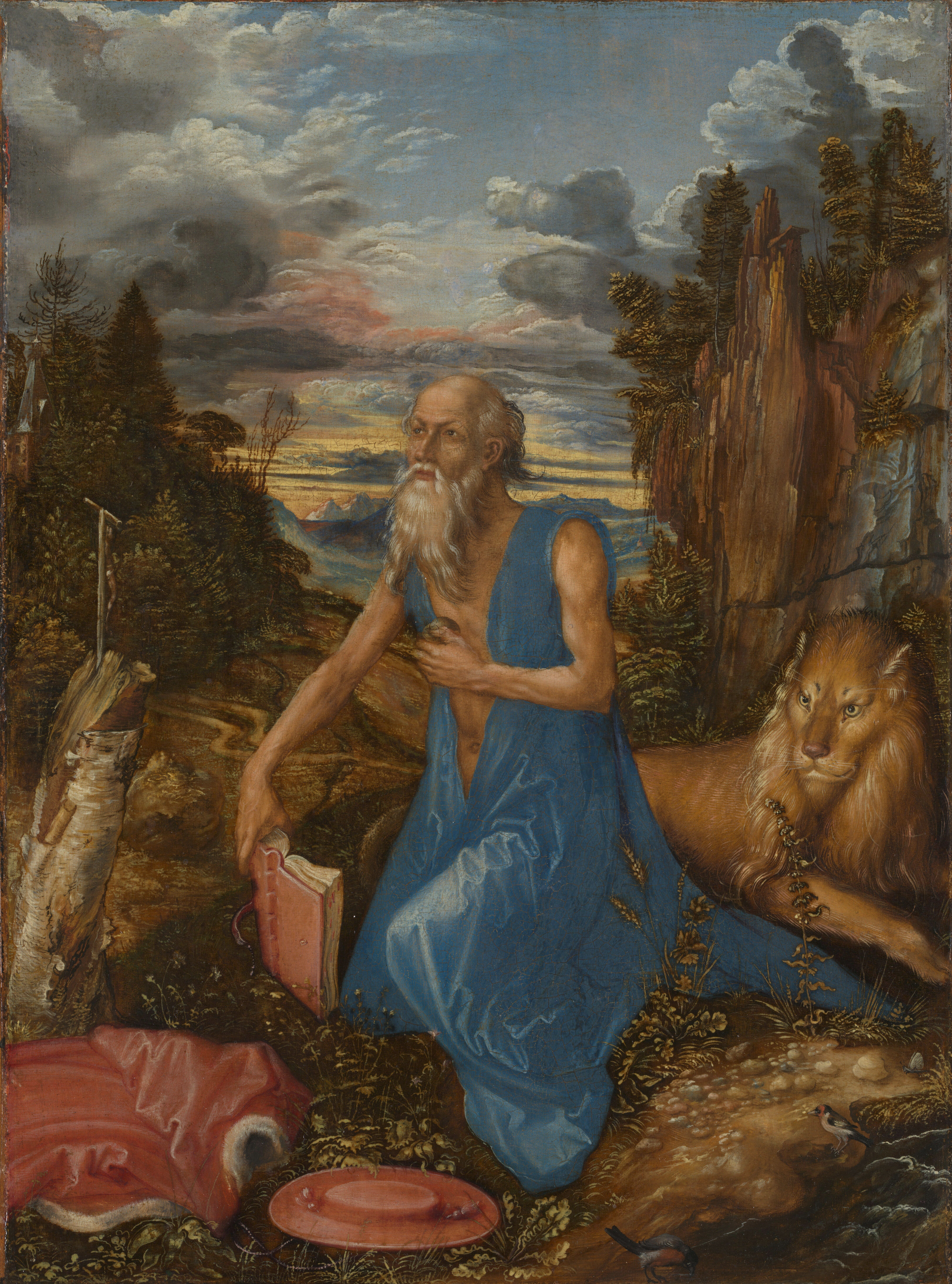
St Jerome in the Wilderness, 1495, oil on panel, Bảo tàng Quốc gia Luân Đôn, London
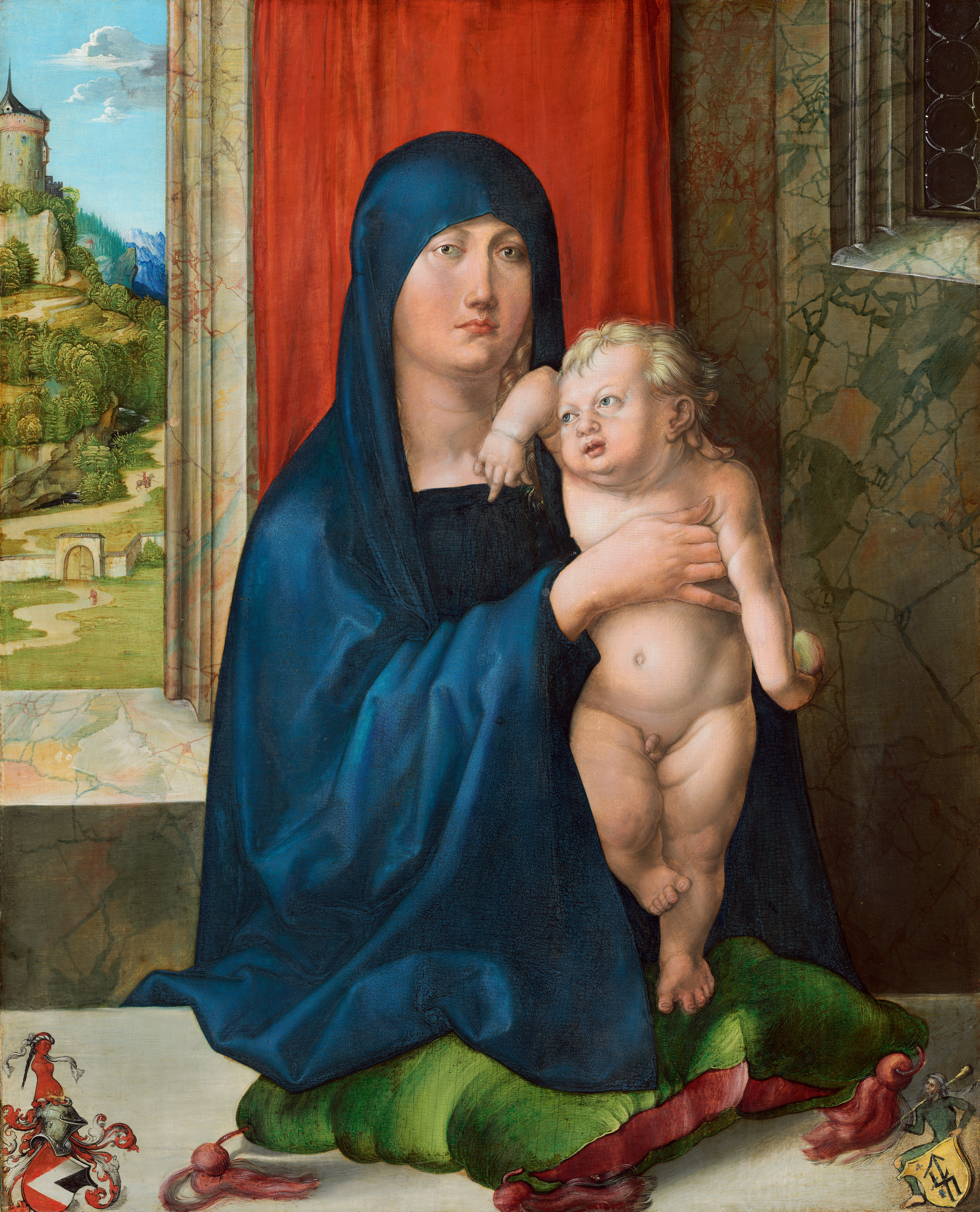
Detail, Haller Madonna, 1505, National Gallery
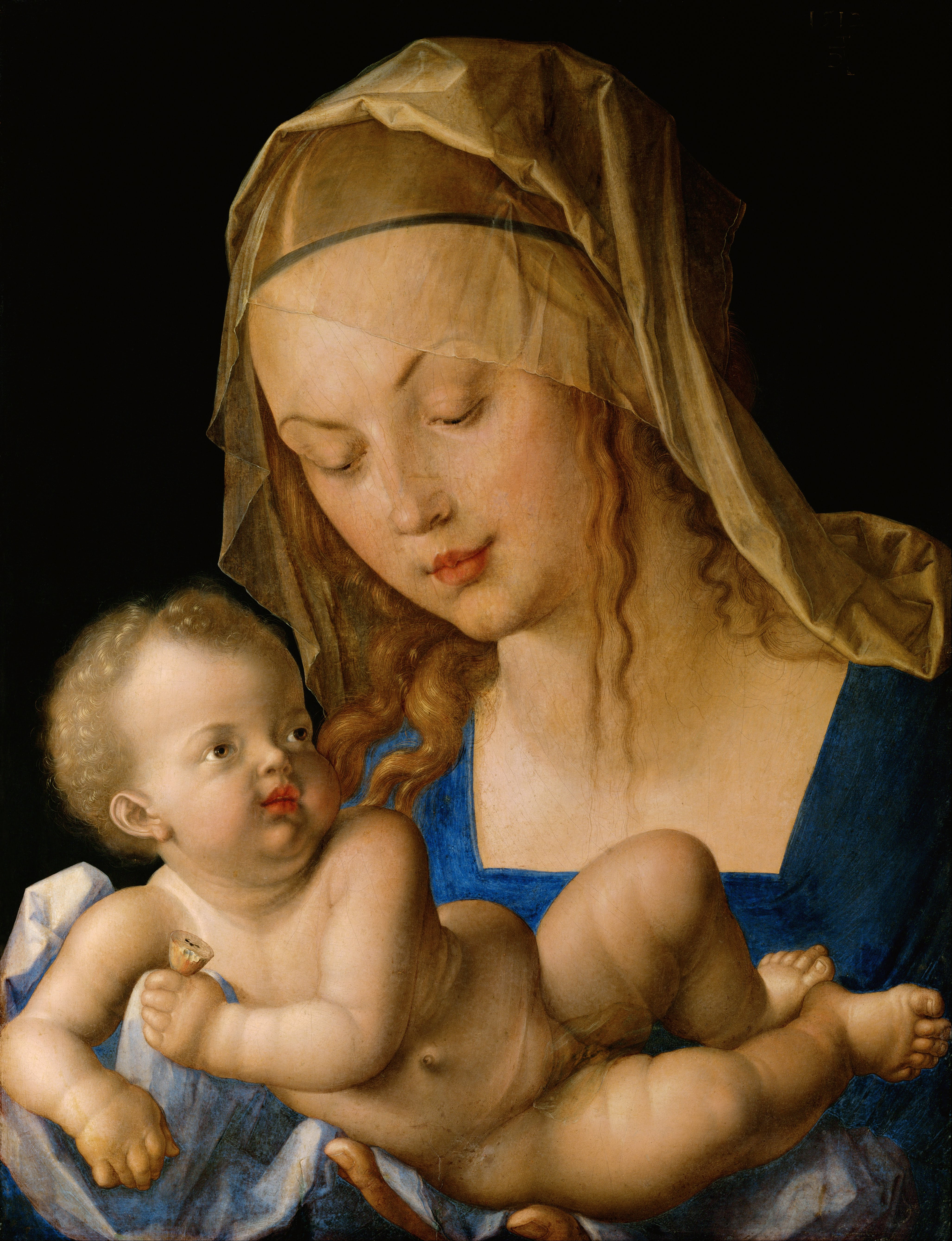
Madonna of the Pear, 1512, sơn dầu trên tấm gỗ, Kunsthistorisches Museum
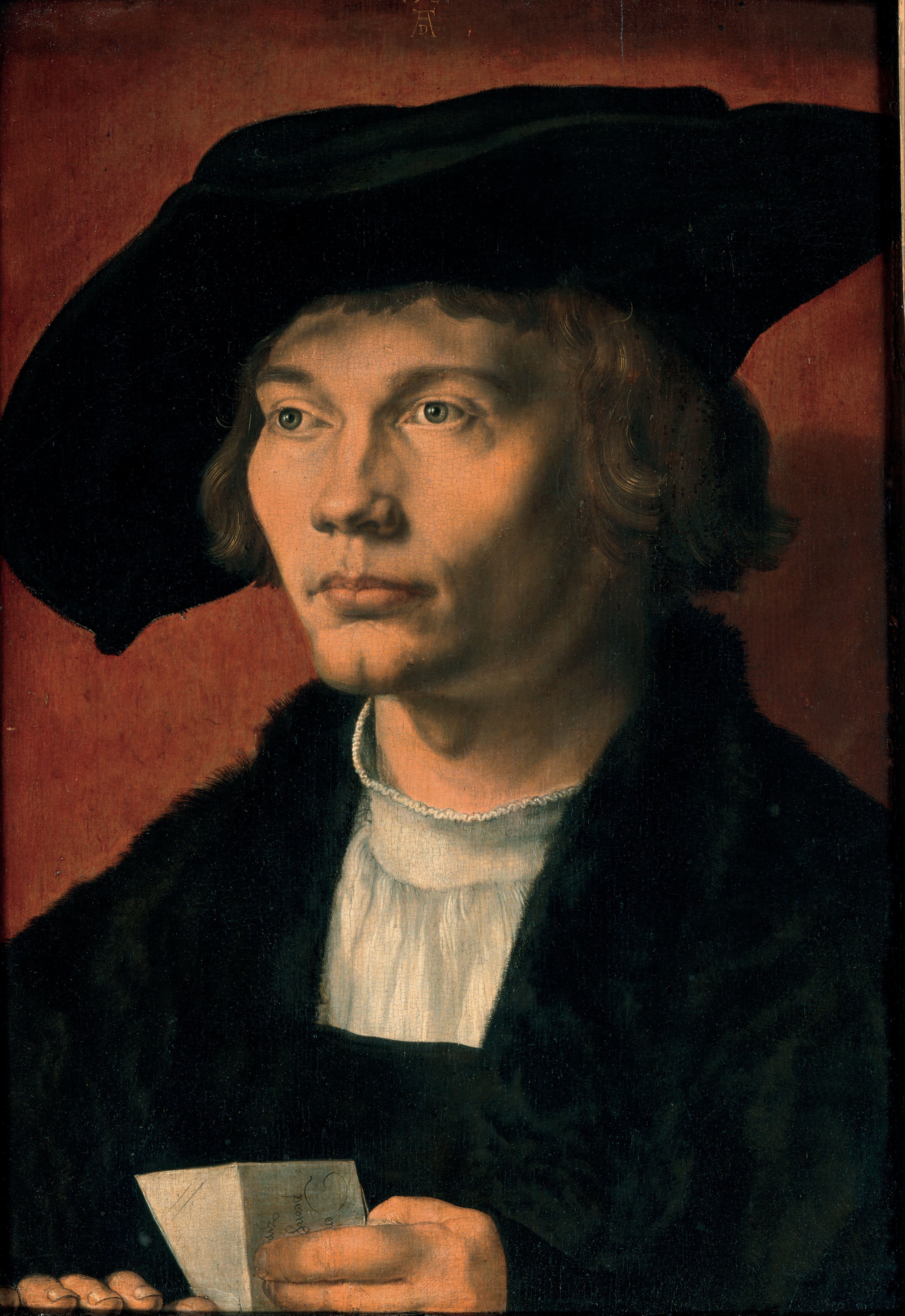
Portrait of Bernhard von Reesen, 1521, Kunsthistorisches Museum, Gemäldegalerie
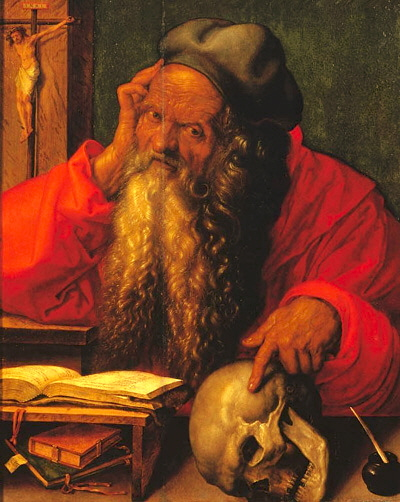
Saint Jerome, 1521, Museu Nacional de Arte Antiga, Lisbon
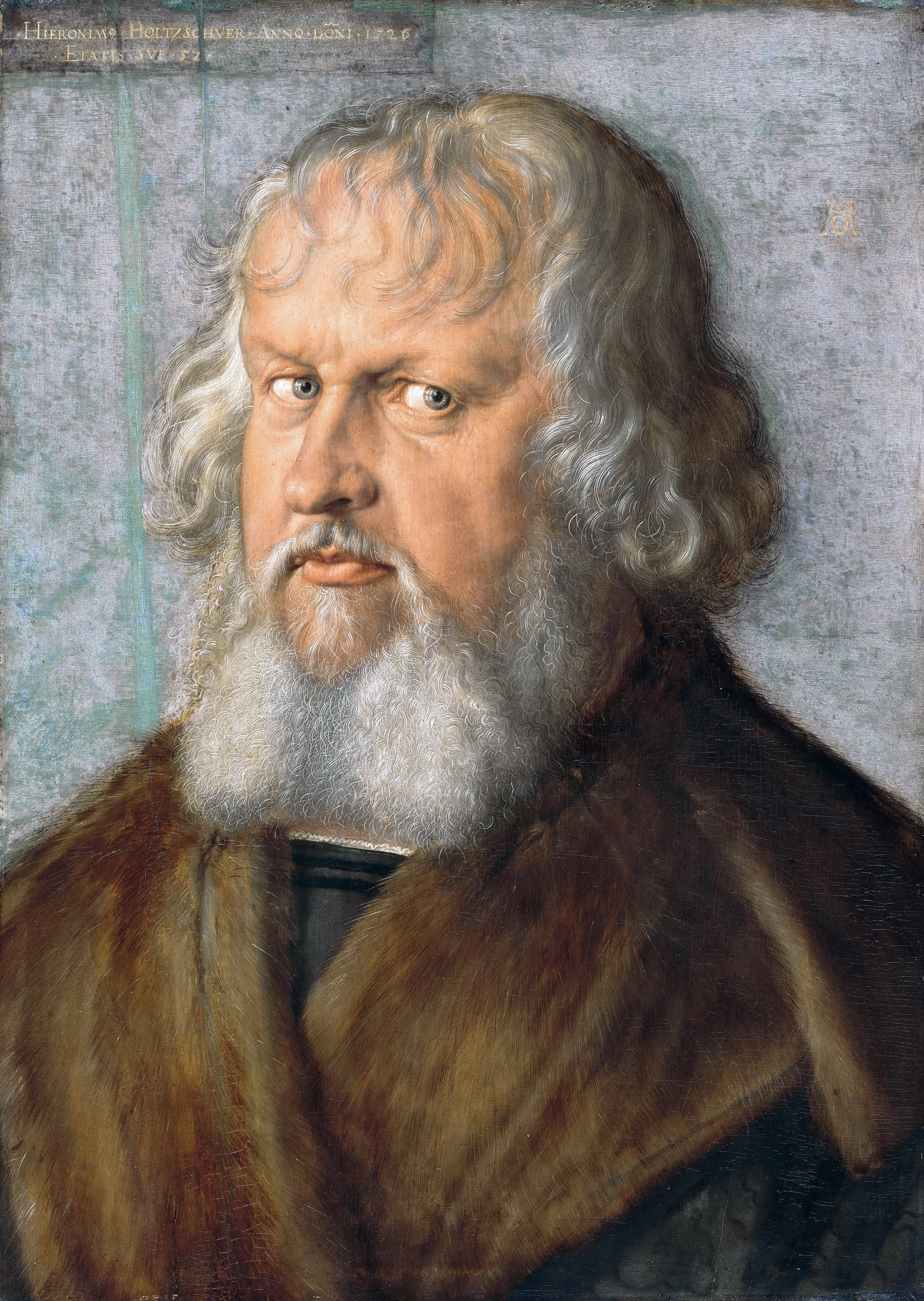
Portrait of Hieronymus Holzschuher, 1526
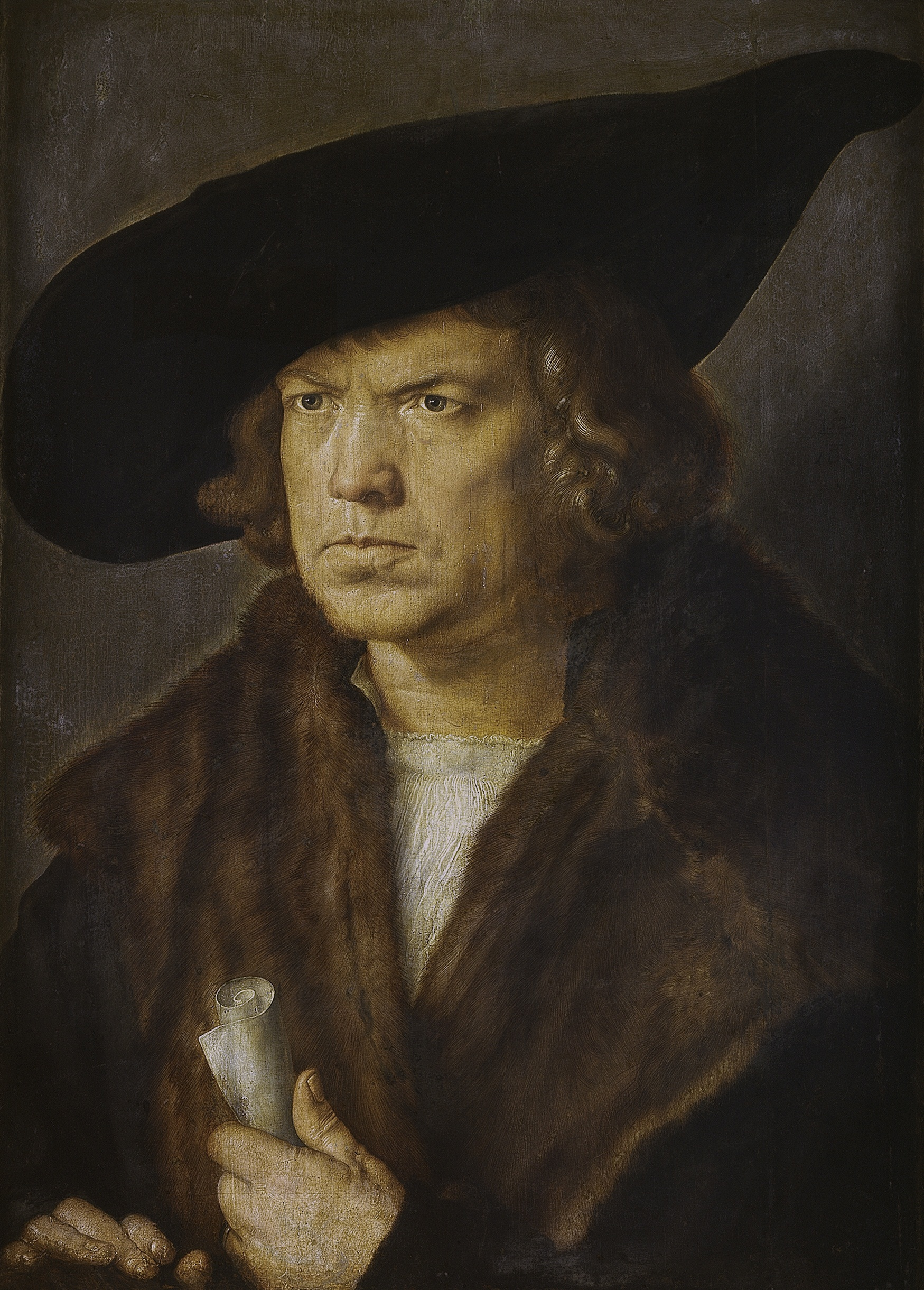
Portrait of a Man, Bảo tàng Prado, Madrid.

Màu nước
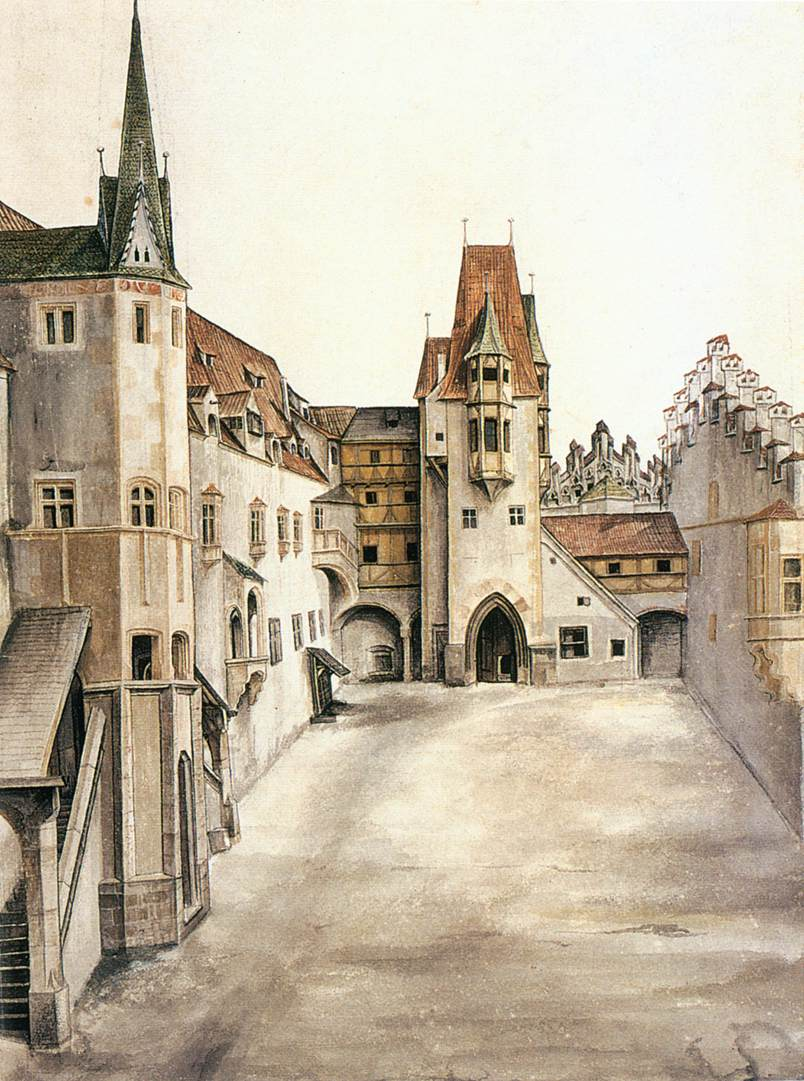
Innsbruck Castle Courtyard, 1494, Gouache and watercolour on paper
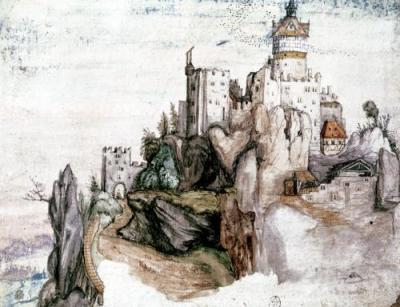
Castle Segonzano, 1502, gouache and watercolour on paper
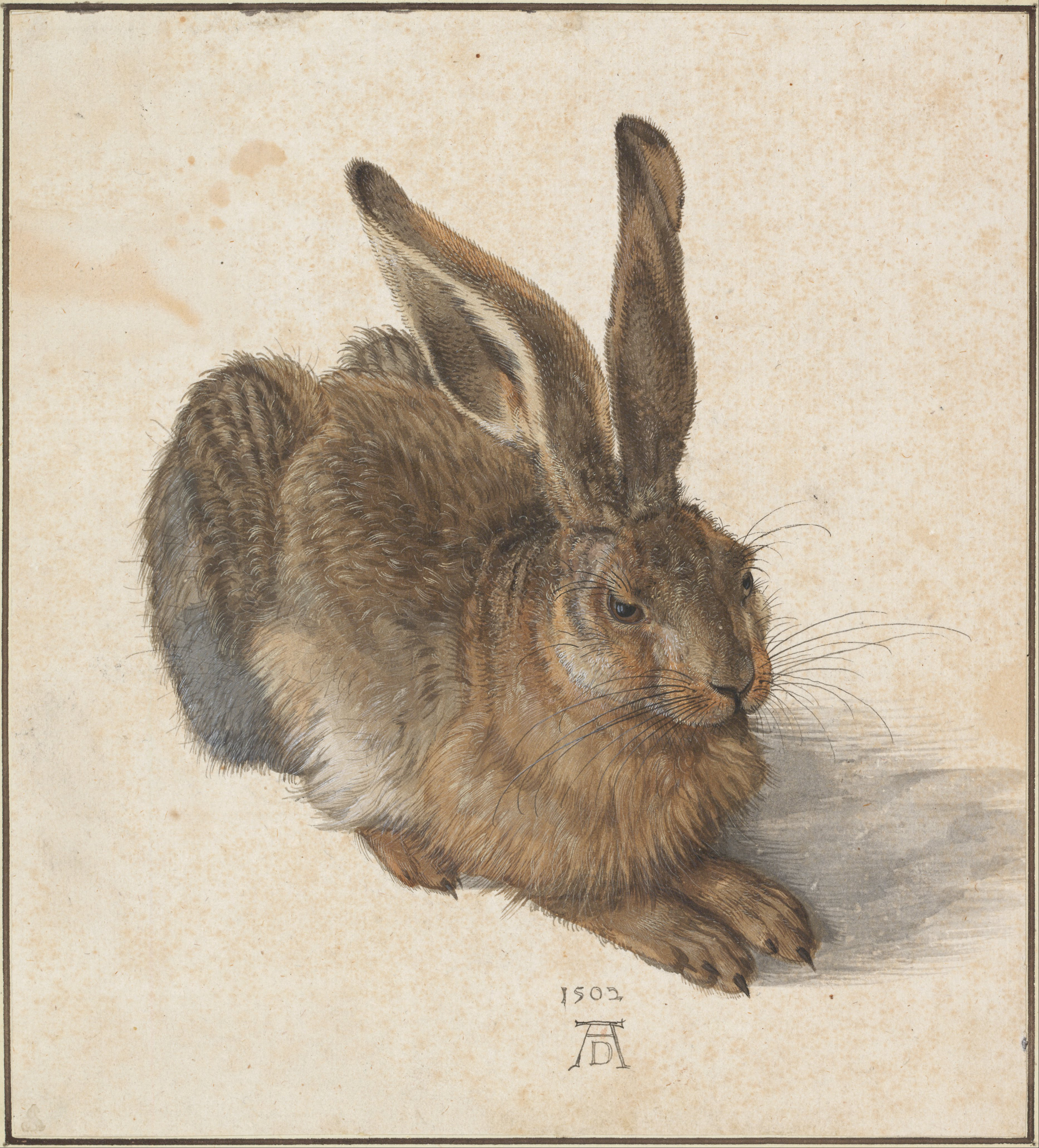
Young Hare, (1502), Watercolour and bodycolour (Albertina, Vienna)
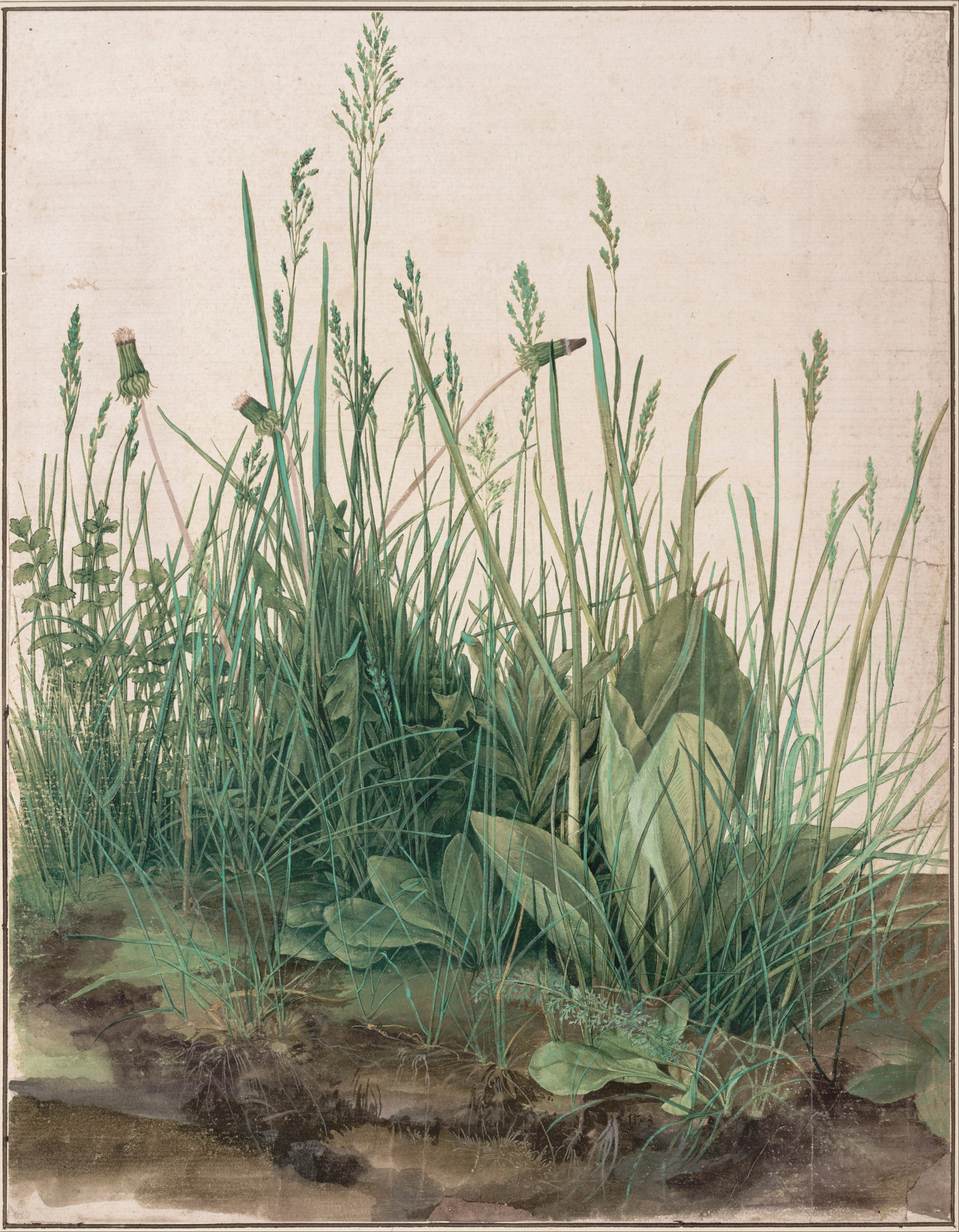
Great Piece of Turf, 1503
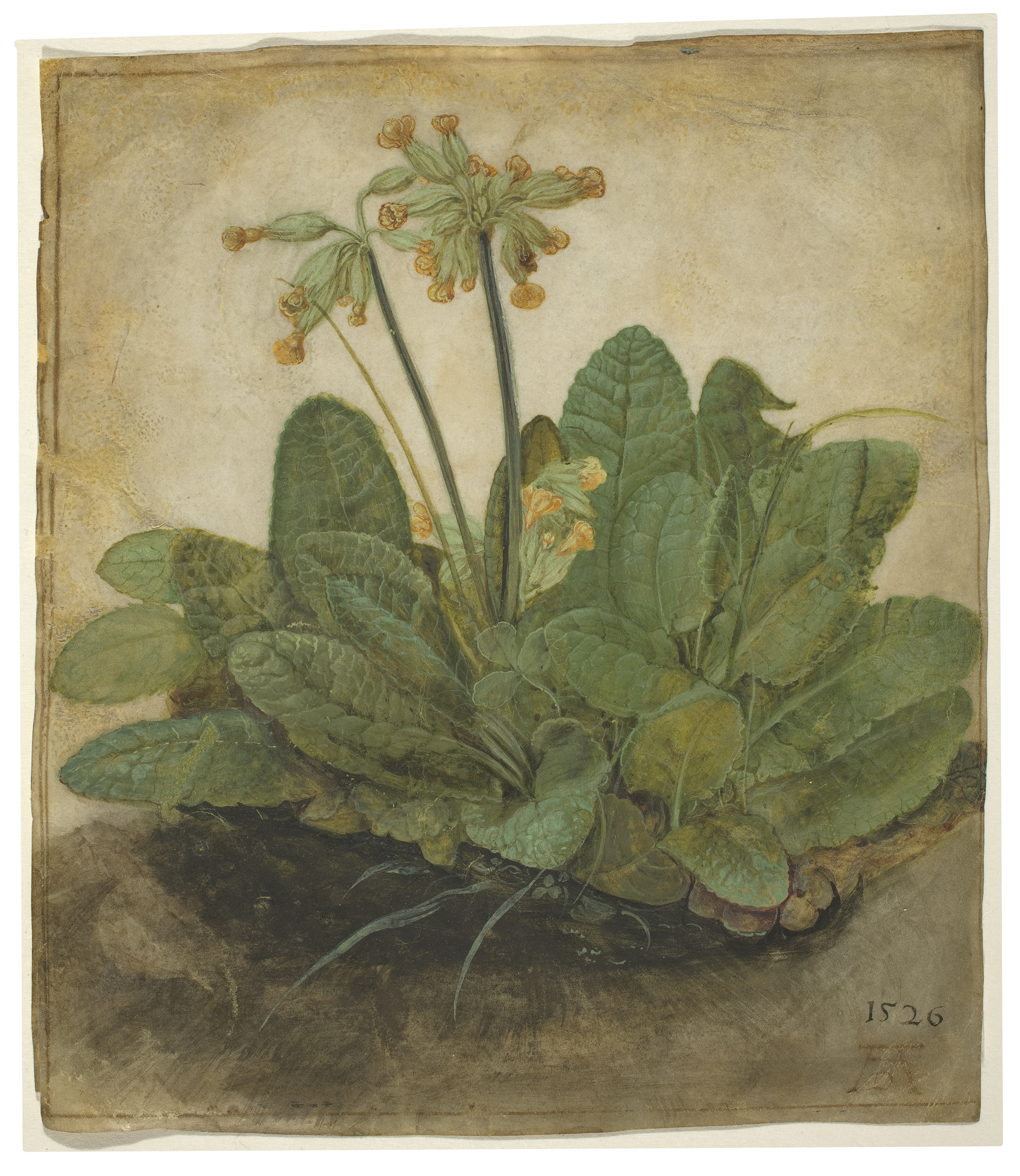
Albrecht Dürer, Tuft of Cowslips, 1526, National Gallery of Art

Drawings and engravings
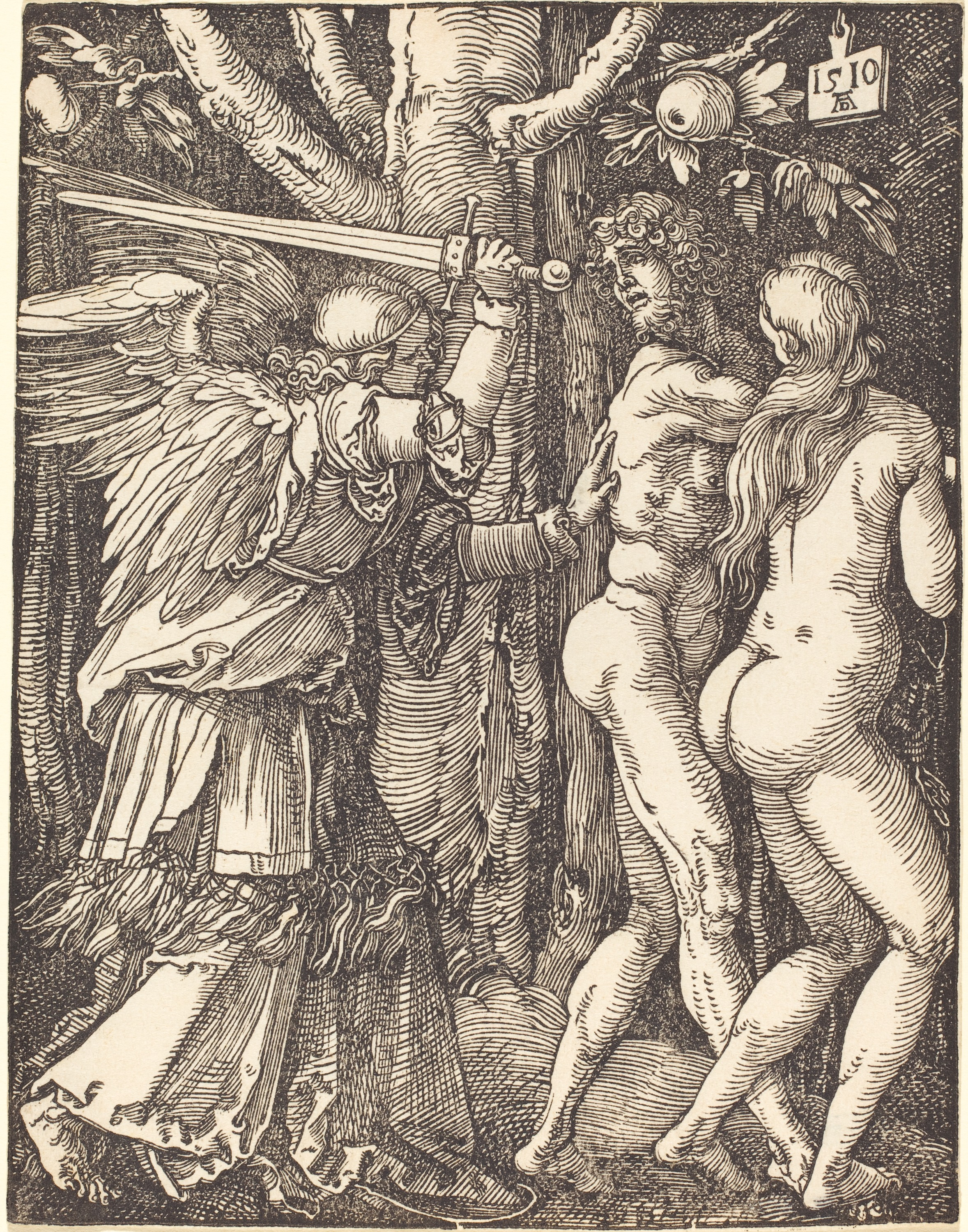
The Expulsion From Paradise, 1510
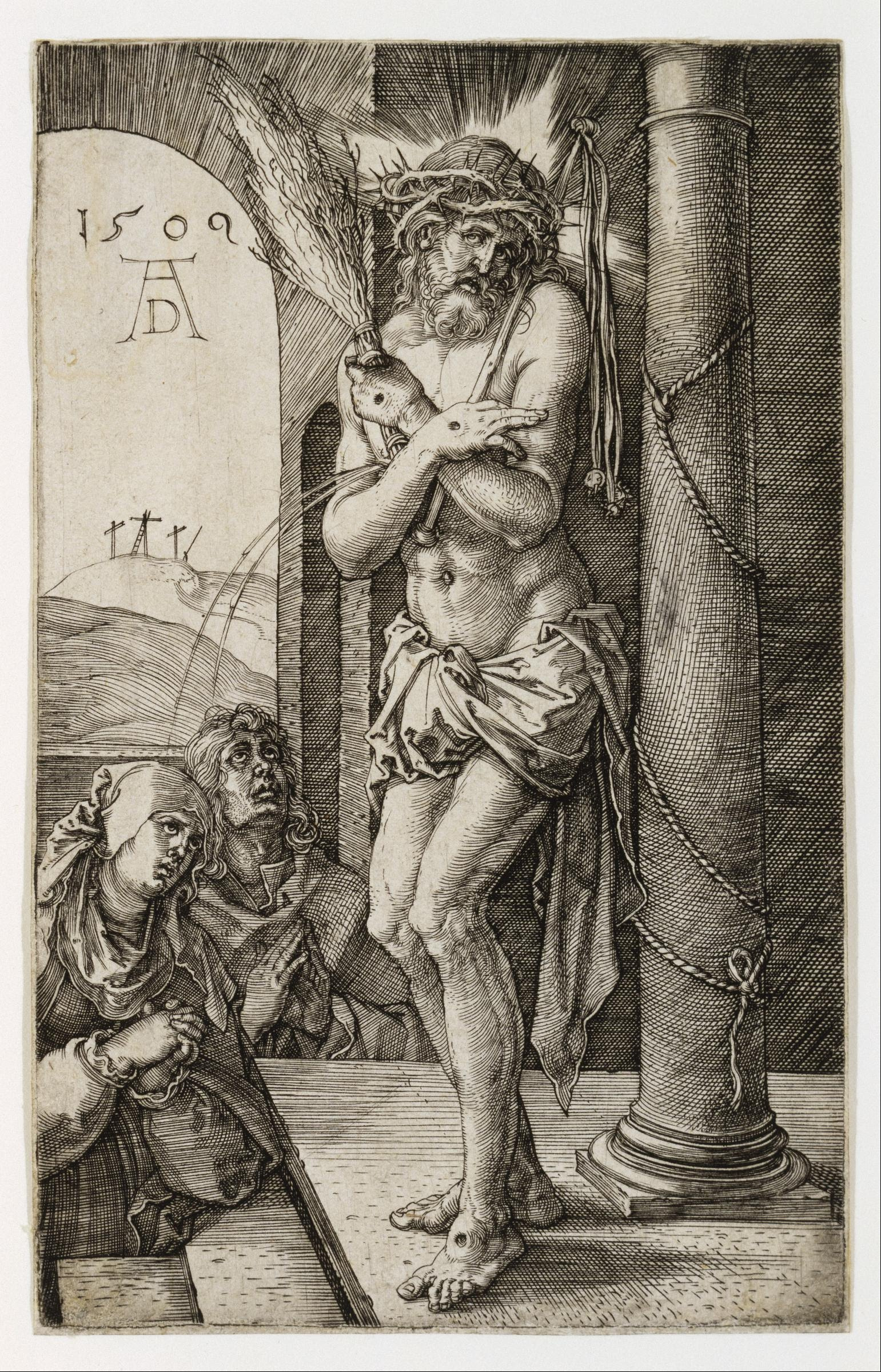
Man of Sorrows
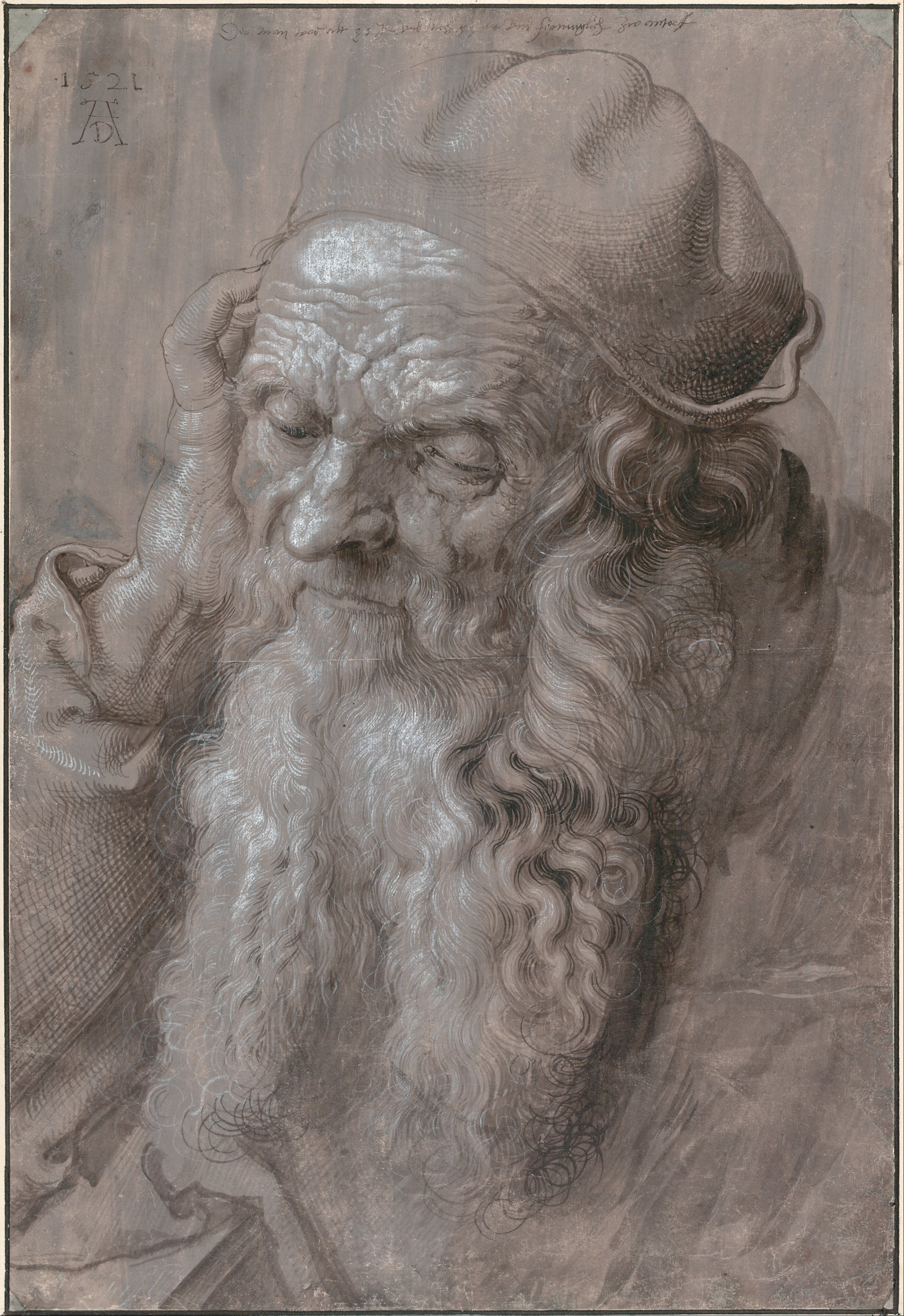
Head of an Old Man, 1521
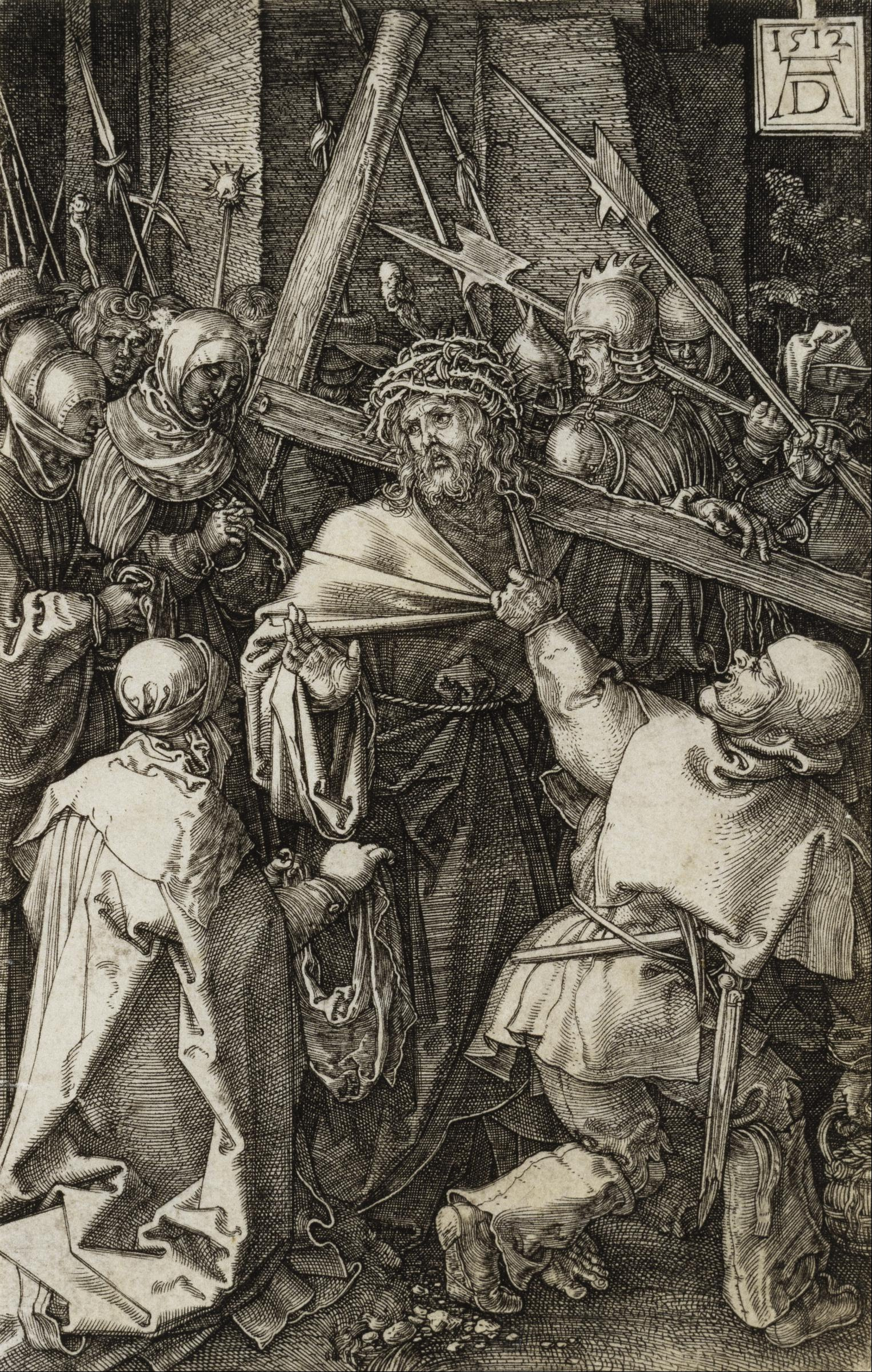
Bearing of the Cross
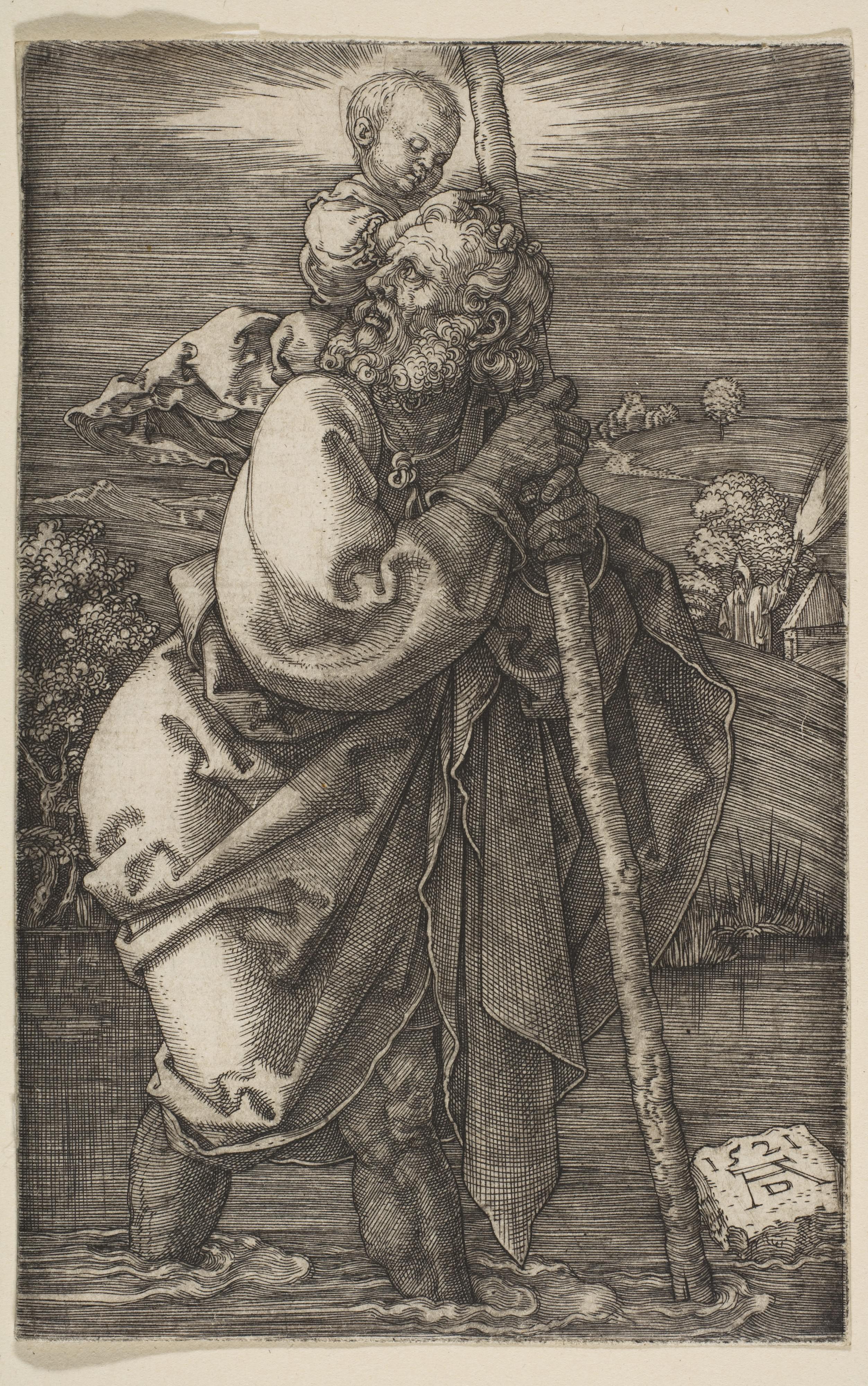
St. Christopher, engraving, 1521
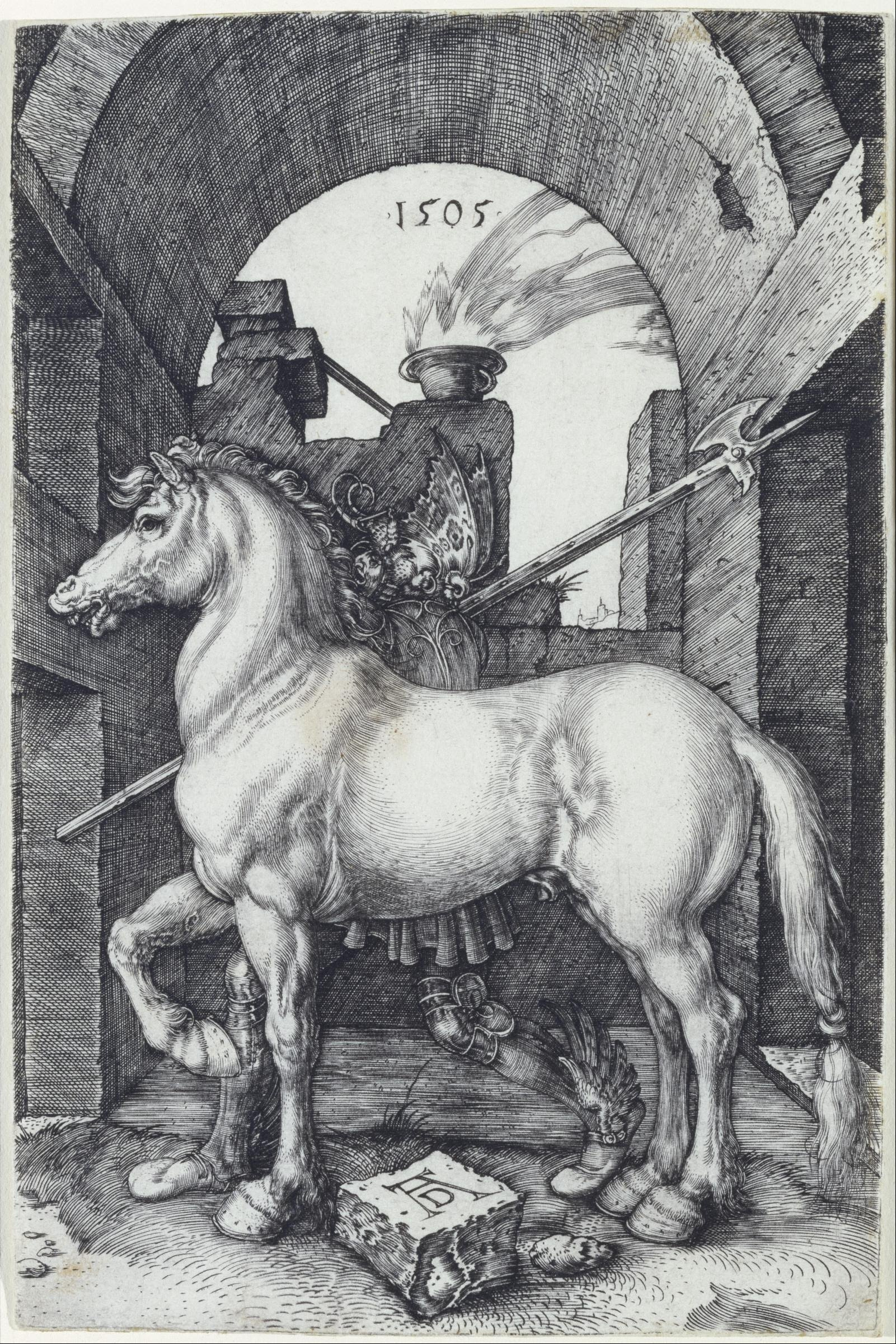
The Small Horse
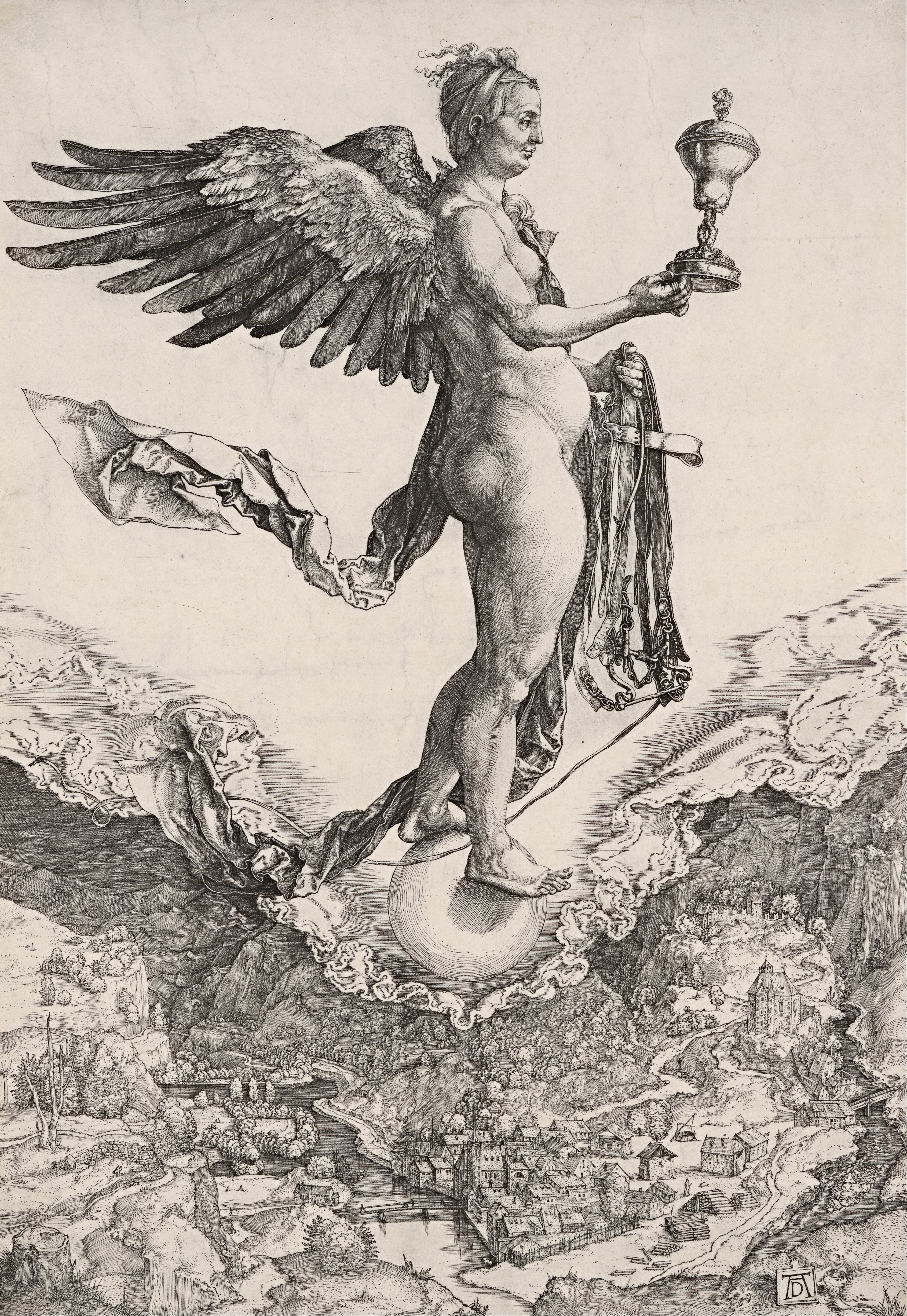
Nemesis
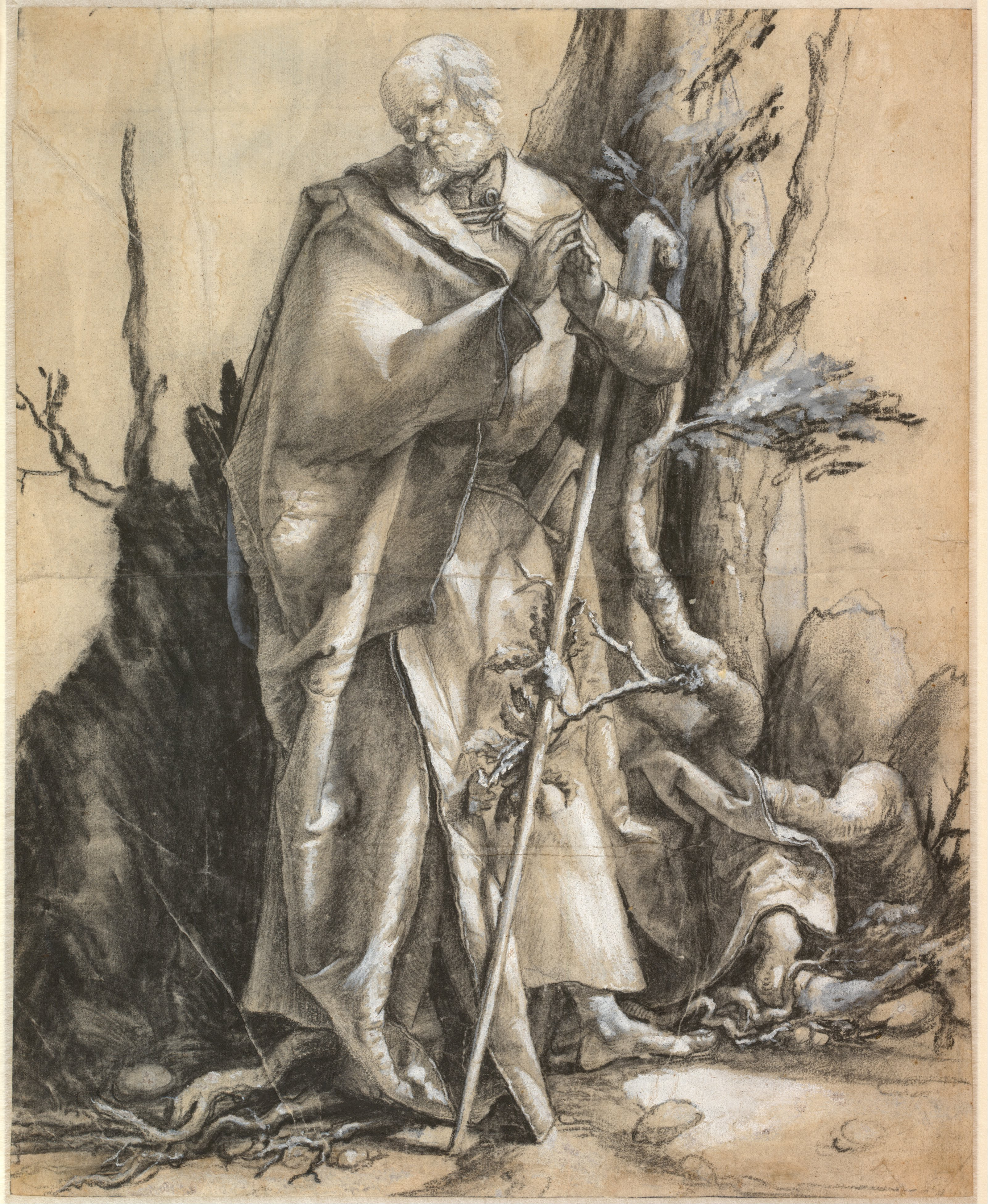
Bearded Saint in a Forest, c. 1516
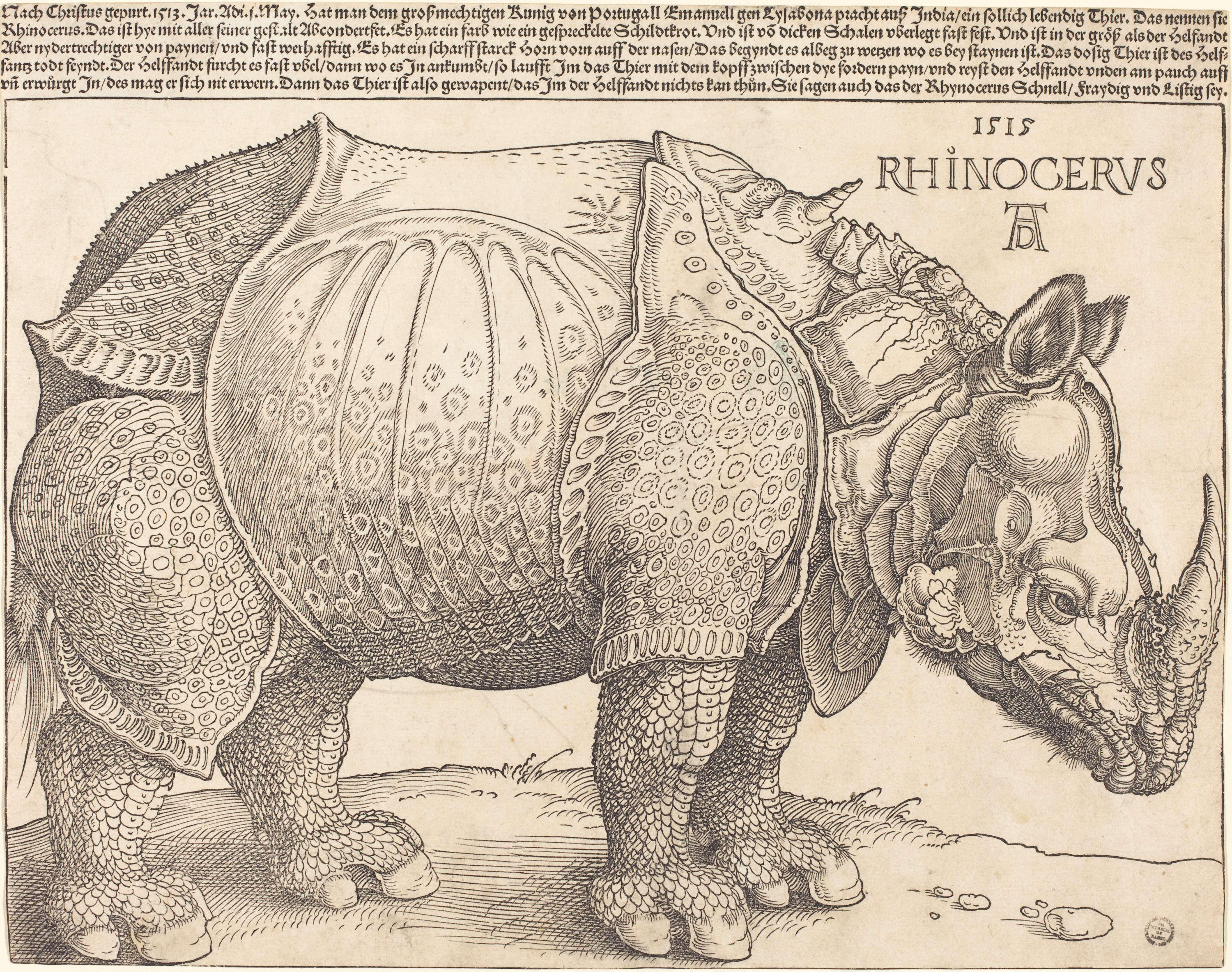
Rhinoceros, 1515, National Gallery of Art